# Naturpark Arribes del Duero
Der Naturpark Arribes del Duero (spanisch: Parque Natural de Arribes del Duero) ist ein am 11. April 2002 von der Junta de Castilla y León ins Leben gerufener geschützter Landschaftsraum im Westen der spanischen Provinzen Salamanca und Zamora in der Autonomen Region Kastilien-León an der Grenze zu Portugal.

## Geografie

### Lage und Ausdehnung
Das teils bewohnte, teils landwirtschaftlich genutzte und teils unberührte Schutzgebiet erstreckt sich etwa 80 km in Nord-Süd-Richtung an der von den Flüssen Duero und Águeda gebildeten Grenze zu Portugal. Er ist durchschnittlich nur etwa 15 bis 20 km breit und umfasst eine Fläche von etwa 106 km². Auf portugiesischer Seite grenzt ein ähnlich dimensionierter Naturpark (Parque natural do Douro Internacional) an.

### Geologie
Der Untergrund wird gebildet von sehr altem Granitgestein vulkanischen Ursprungs, das an mehreren Stellen an der Oberfläche erscheint und teilweise spektakuläre Felsformationen ausbildet. Andere Gesteine der Region sind Gneis und Schiefer.

### Landschaft

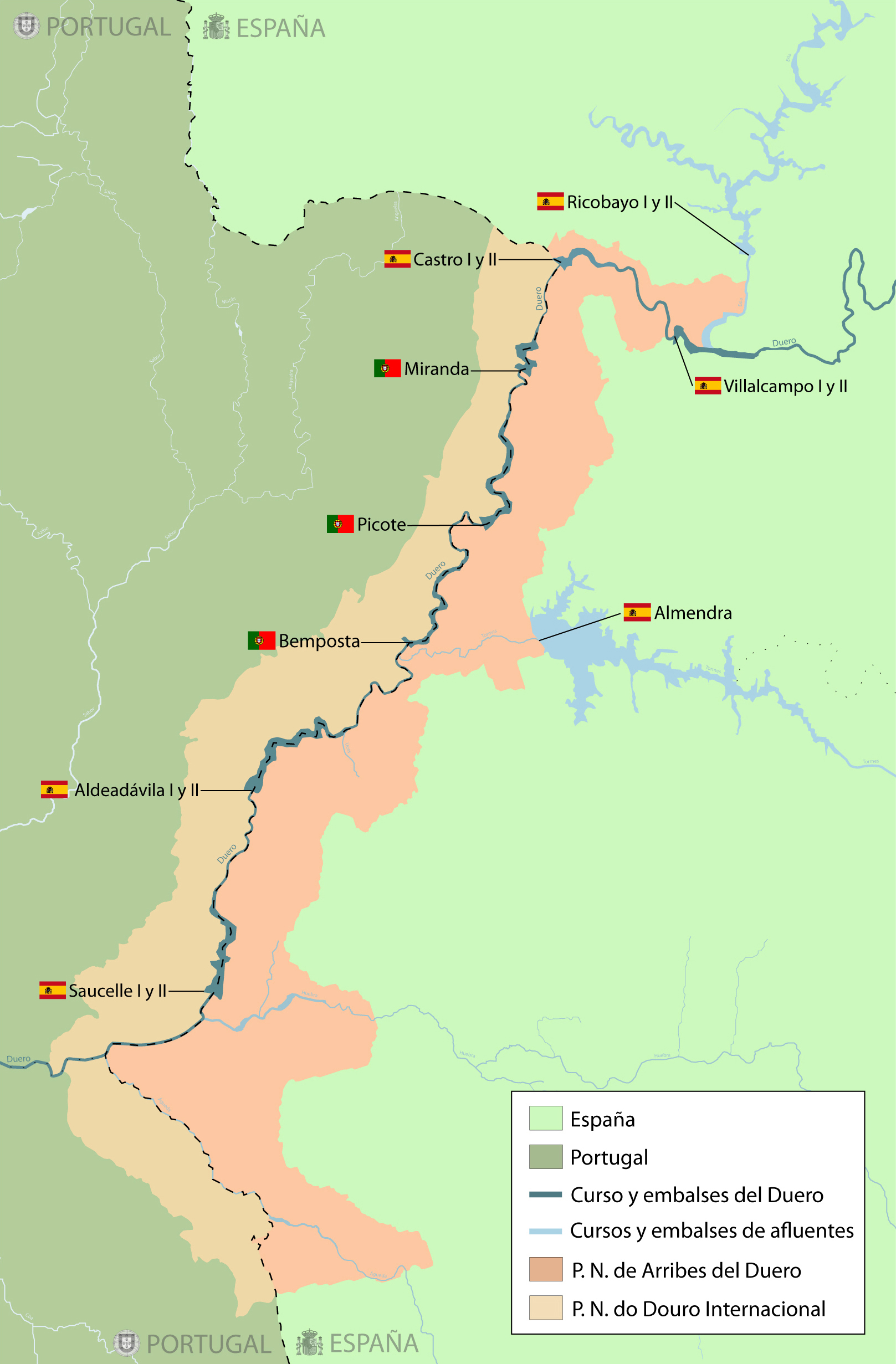
Der Naturpark Arribes del Duero ist rot, sein Pendant auf portugiesischer Seite, der Parque natural do Douro Internacional, ist braun unterlegt.

Das Landschaftsbild wird geprägt durch von Flüssen gebildete Schluchten, die sich im Lauf von mehreren Millionen Jahren in eine von Granitfelsen durchsetzte Hochebene eingegraben haben. Die Hänge der steil abfallenden Schuchten sind bewaldet, während auf den Hochflächen Feldbau und Weidewirtschaft betrieben wird.

### Flüsse und Stauseen
Das Gebiet des Naturparks wird von mehreren Flüssen durchflossen – die größten sind der Río Duero, der Río Tormes und der Río Águeda. Fünf Stauseen (presas) der Duero-Stauseen (Saltos de Duero) mit angeschlossenen Wasserkraftwerken mit einer Jahresleistung von etwa 5000 GWh befinden sich ganz oder teilweise auf dem Gebiet des Naturparks: Aldeadávila, Almendra, Castro, Saucelle und Villalcampo; sie werden von den Flüssen Duero und Tormes gespeist – letzterer mündet im Westen des Naturparks beim portugiesischen Ort Barca d’Alva in den Duero. Hinzu kommen drei Talsperren, die in portugiesischer Verantwortung stehen.

### Verkehr
Der Naturpark ist von den Städten Salamanca bzw. Zamora über verschiedene Straßen erreichbar, deren weiterer Verlauf oft nach Portugal führt. Zwischen den Orten im Park gibt es kleinere Straßenverbindungen in Nord-Süd-Richtung.

### Klima
Das zumeist in Höhenlagen zwischen 600 und 800 m gelegene und vergleichsweise regenreiche Gebiet des Naturparks hat ein eher gemäßigtes Klima mit sommerlichen Tageshöchsttemperaturen, die nur selten Werte über 30 °C erreichen; in den Nächten kühlt es sich – je nach Bewölkung – deutlich ab. Im Winter erreichen die Tageshöchsttemperaturen 10 bis 15 °C; nachts fällt das Thermometer oft unter die Frostgrenze. Nahezu jedes Jahr fällt an einigen Tagen Schnee, der jedoch nur selten längere Zeit liegen bleibt. In den tief eingeschnittenen Flusstälern findet sich ein eher subtropisch-mediterranes Mikroklima.

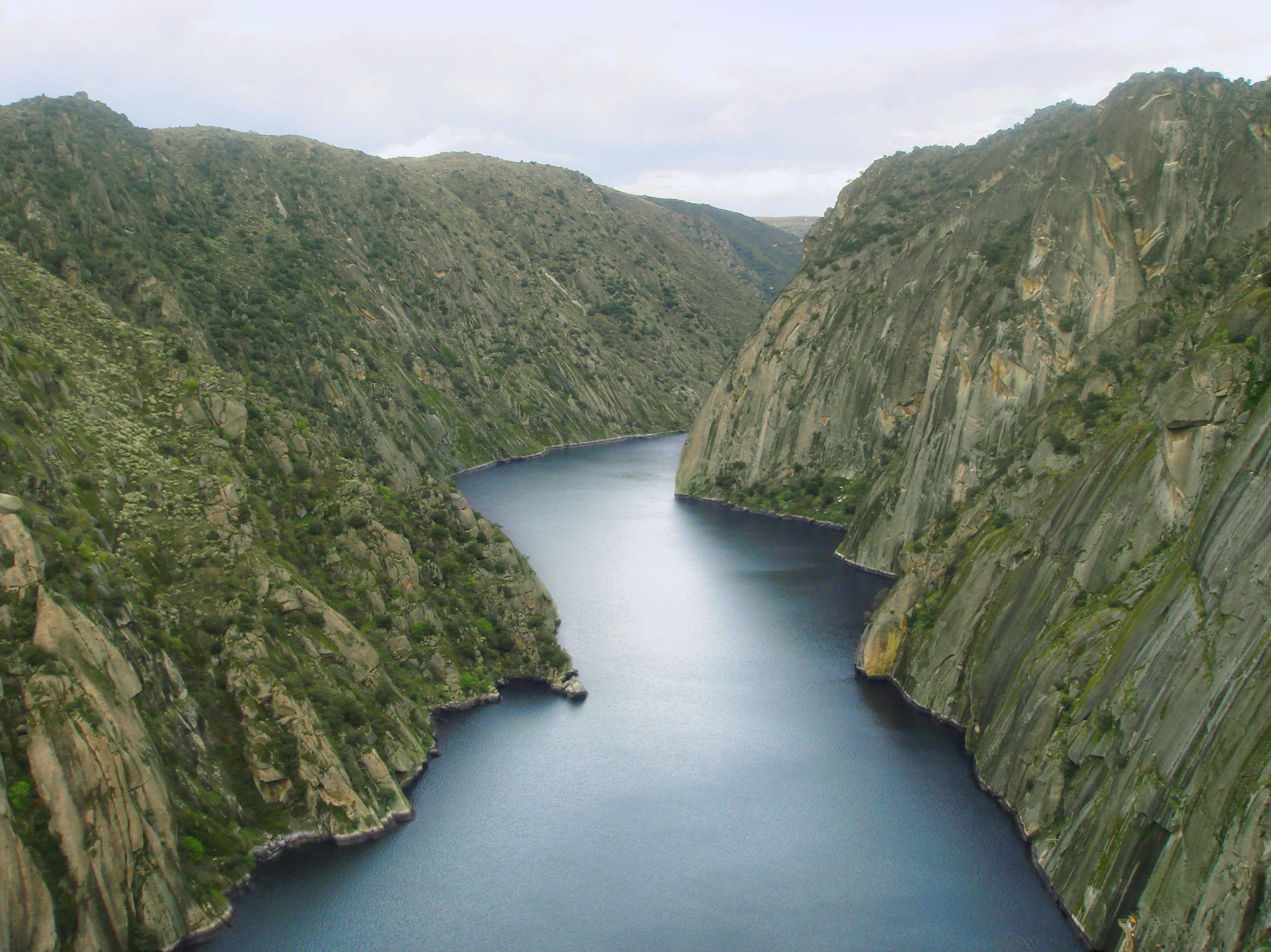
Duero bei Aldeadávila
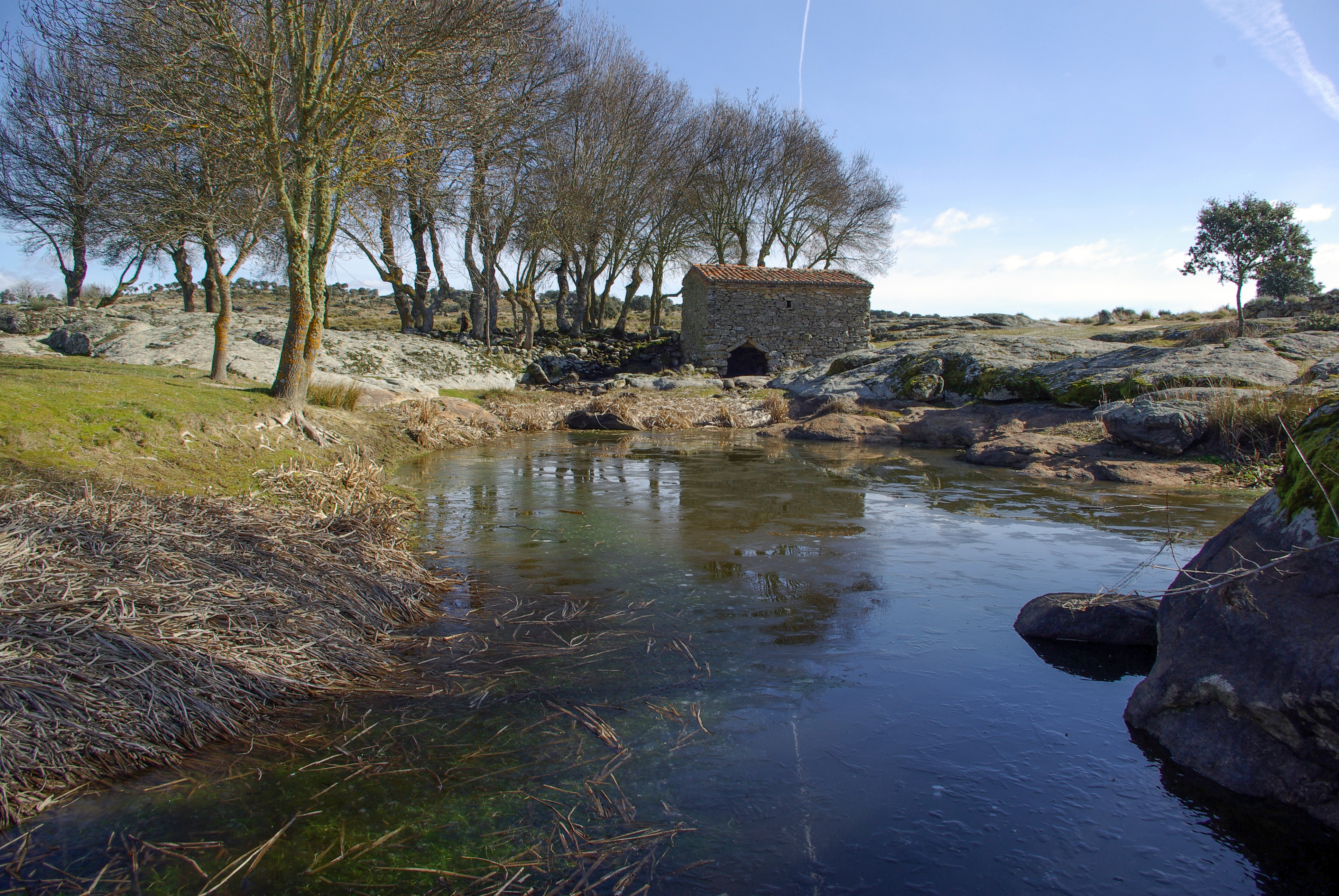
Landschaft bei Badilla
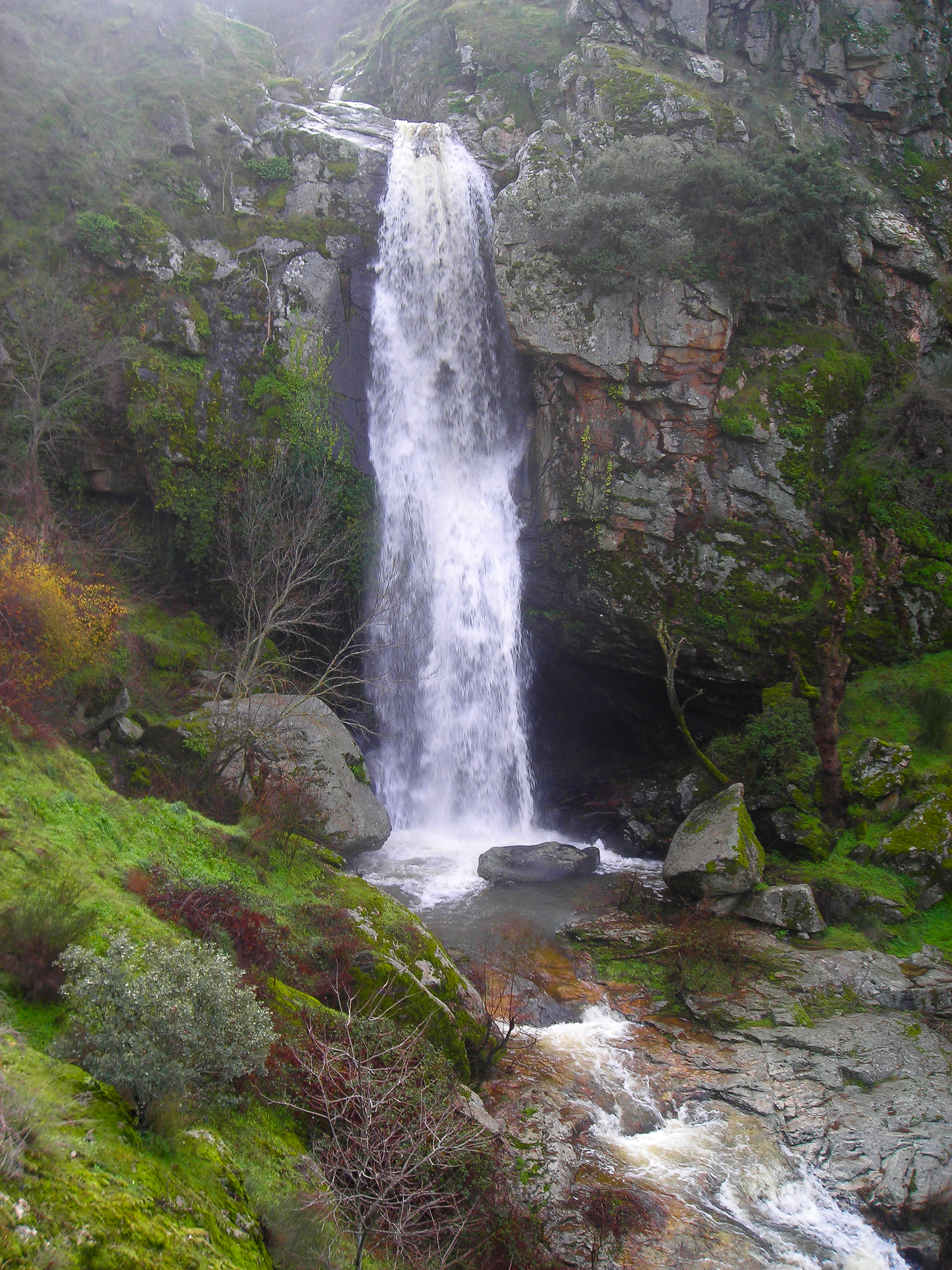
Wasserfall bei Pereña de la Ribera
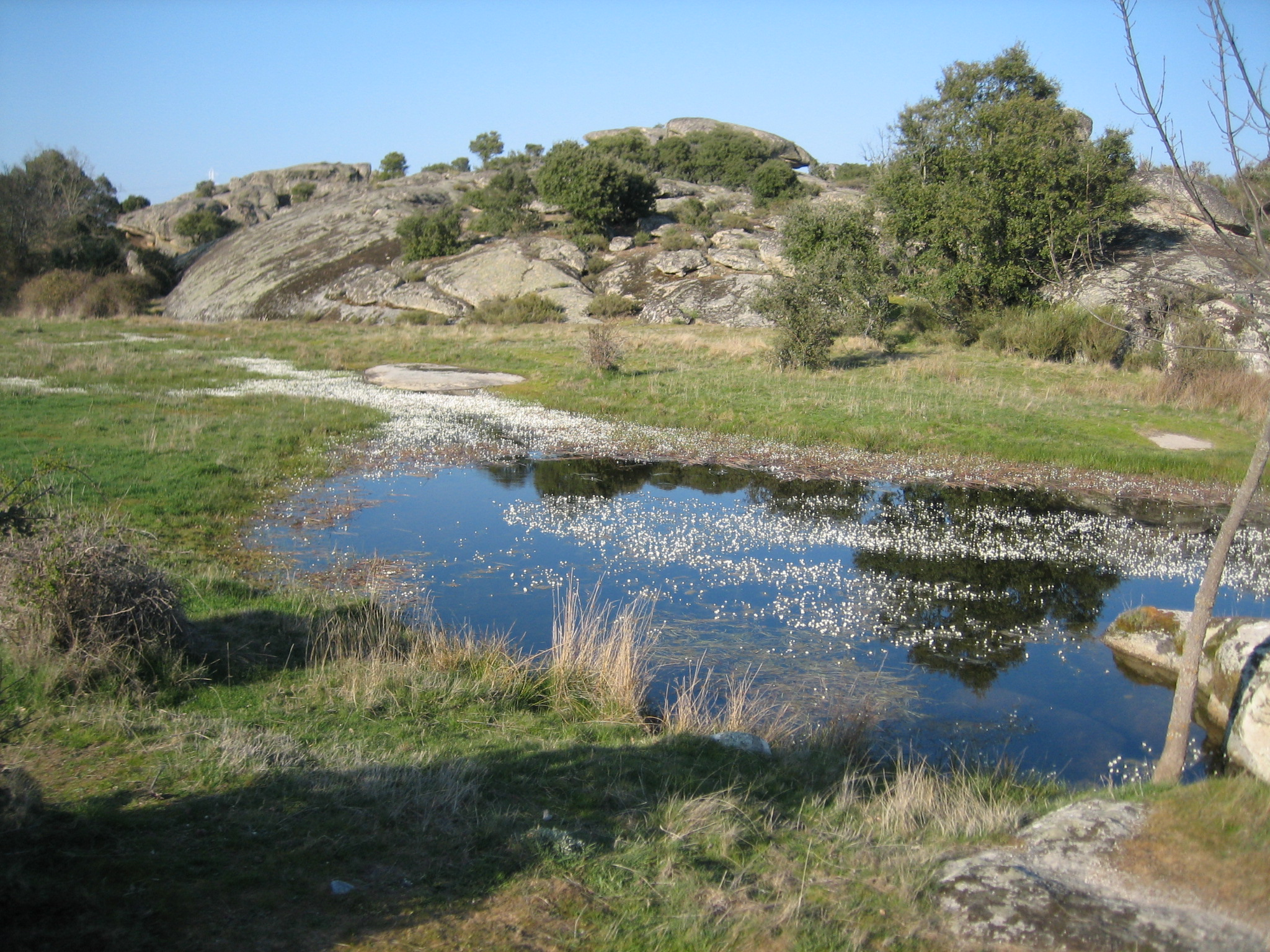
Landschaft beim Dorf Tudera
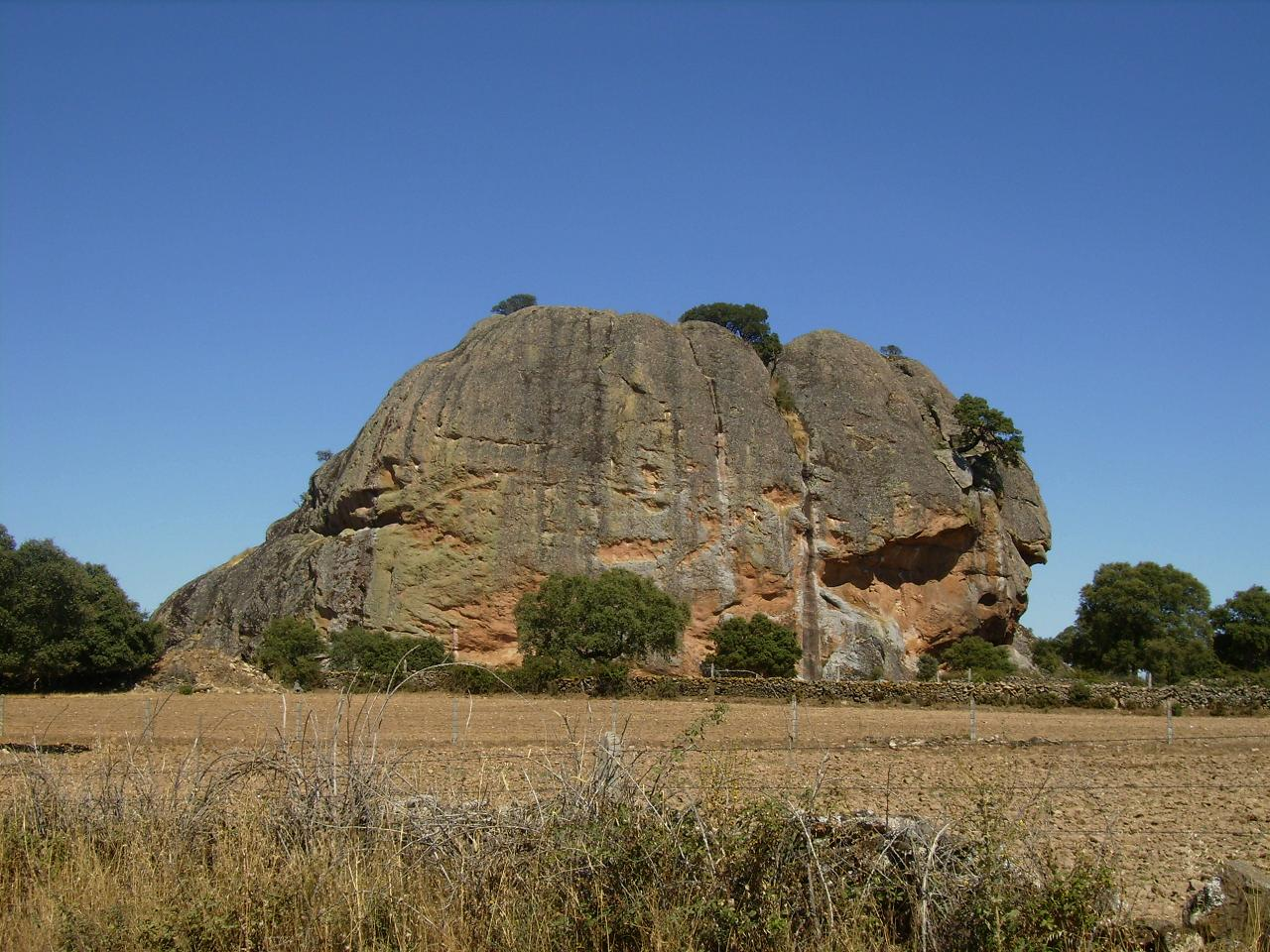
„Dicker Felsen“ bei La Peña
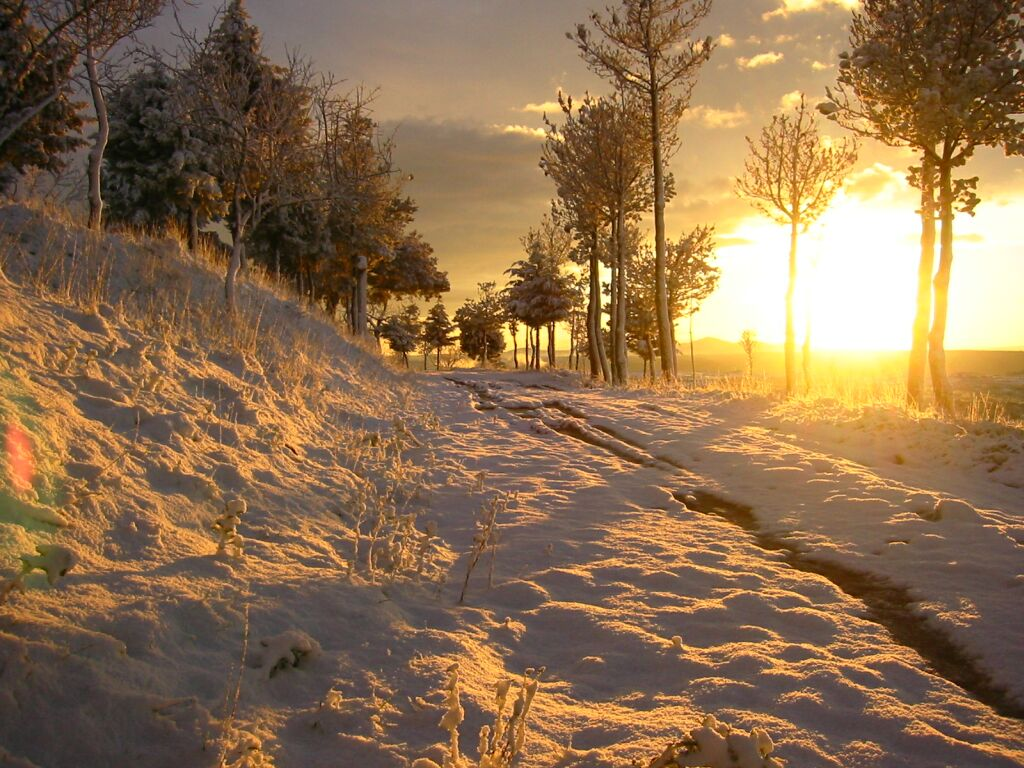
Winterlandschaft bei Hinojosa de Duero

## Bevölkerung

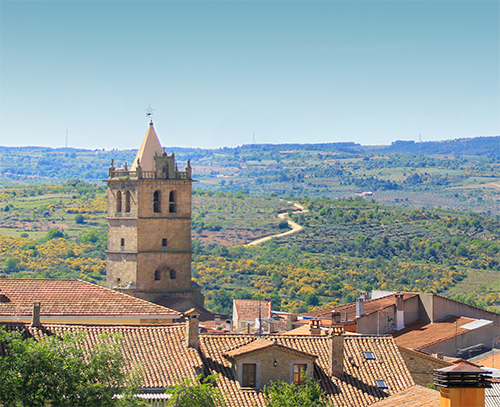
Aldeadávila de la Ribera

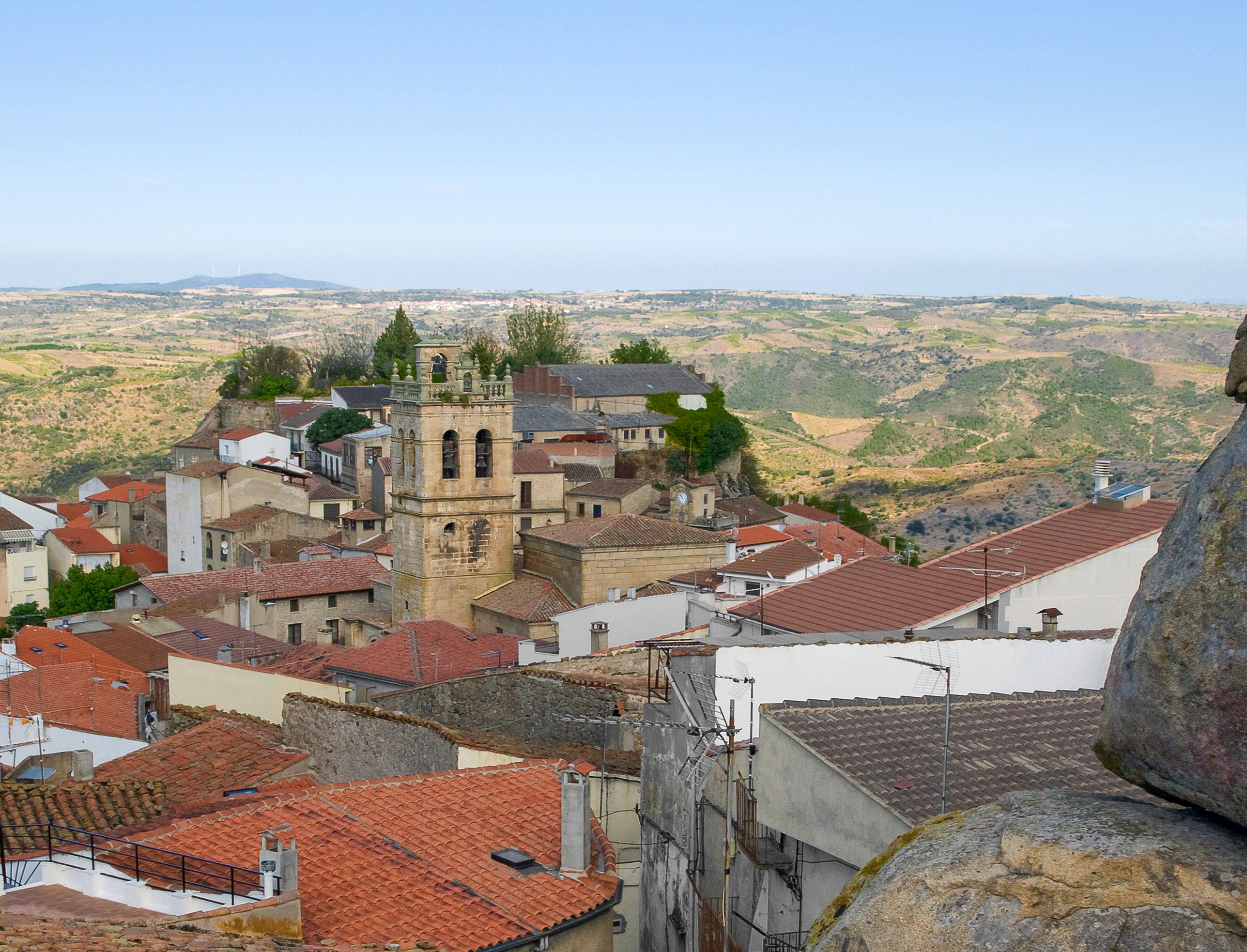
Fermoselle

### Bevölkerungsentwicklung
| Jahr      | 2000   | 2002   | 2004   | 2006   | 2008   | 2010   |
| Einwohner | 19.718 | 18.957 | 18.229 | 17.529 | 17.010 | 16.514 |

Die kontinuierlich sinkenden Bevölkerungszahlen hängen in erster Linie zusammen mit dem Verlust an Arbeitsplätzen infolge der zunehmenden Mechanisierung der Landwirtschaft.

### Gemeinden
Provinz Salamanca
Ahigal de los Aceiteros, Aldeadávila de la Ribera, Almendra, Barruecopardo, Bermellar, La Bouza, Cabeza del Caballo, Cerezal de Peñahorcada, La Fregeneda, Hinojosa de Duero, Lumbrales, Masueco, Mieza, La Peña, Pereña de la Ribera, Puerto Seguro, Saldeana, San Felices de los Gallegos, Saucelle, Sobradillo, Trabanca, Villarino de los Aires, Vilvestre und La Zarza de Pumareda
Provinz Zamora
Argañín, Fariza, Fermoselle, Fonfría, Gamones, Moral de Sayago, Moralina, Pino del Oro, Torregamones, Villadepera, Villalcampo, Villar del Buey und Villardiegua de la Ribera
zugehörige Dörfer und Weiler
Badilla, Carbajosa, Castro de Alcañices, Corporario, Cozcurrita, Fuentes de Masueco, Fornillos de Fermoselle, Formariz, Mámoles, Palazuelo de Sayago, Pinilla de Fermoselle, Salto de Aldeadávila, Salto de Castro, Salto de Saucelle, Salto de Villalcampo, Tudera und Zafara

## Wirtschaft
Die Region ist seit alters her ausschließlich landwirtschaftlich orientiert, wobei sowohl Feldbau als auch Weidewirtschaft betrieben werden. Daneben gibt es vorwiegend im Süden vereinzelte Rebflächen sowie Oliven- und Obstbaumplantagen. In den letzten Jahrzehnten sind Einnahmen aus dem Tourismus hinzugekommen, doch aufgrund der Lage abseits aller Hauptverkehrsstraßen halten sich die Besucherzahlen des Naturparks in Grenzen: Im Jahr 2010 waren es knapp 40.000.

## Geschichte
Vor den Römern war das Gebiet vom keltischen Volk der Vettonen besiedelt; die Römer gliederten die Gegend südlich des Duero in die Provinz Lusitania ein, während der Norden der Provinz Tarraconensis zugeschlagen wurde. Später gehörte die Region zum Westgotenreich, danach zum islamischen Al-Andalus. Die Rückeroberung (reconquista) des nahezu menschenleeren Landstrichs ging weitgehend kampflos vonstatten. Nach seiner Wieder- – oder besser – Neubesiedlung (repoblación)  im 11. und 12. Jahrhundert war das Gebiet südlich des Duero lange Zeit zwischen dem Königreich Portugal und dem Königreich León (später dann dem Königreich Kastilien) umstritten: Im Jahr 1295 besetzte es der portugiesische König Dinis; zwei Jahre später wurde die Grenze zwischen beiden Königreichen im Vertrag von Alcañices festgelegt. Die kastilischen Könige übergaben das Gebiet um 1340 in die Obhut einzelner Grundherrn (señores), die fortan die Grenzsicherung übernahmen, bis im 15. Jahrhundert die Katholischen Könige Ferdinand und Isabella es den Herzögen von Alba übertrugen.

## Sehenswürdigkeiten
Auch wenn Landschaft und Natur im Vordergrund des Besucherinteresses stehen, so finden sich in der Region doch auch einige kulturhistorisch bedeutsame Artefakte wie (kelt-)iberische Tierfiguren (verracos), römische bzw. gallorömische Grabstelen sowie mittelalterliche und frühneuzeitliche Burgen, Kirchen und Brücken.

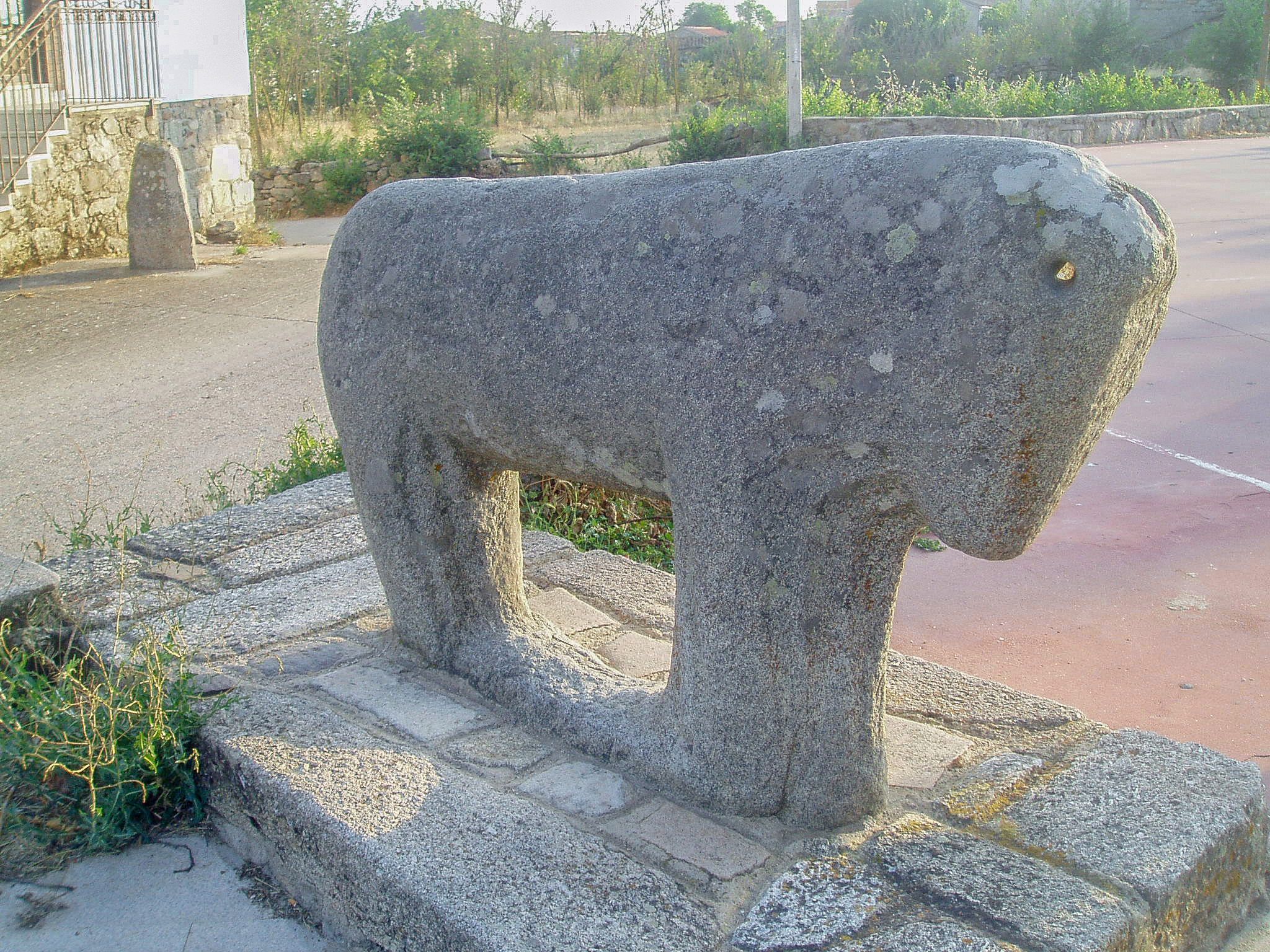
Iberischer Stier von Villardiegua de la Ribera
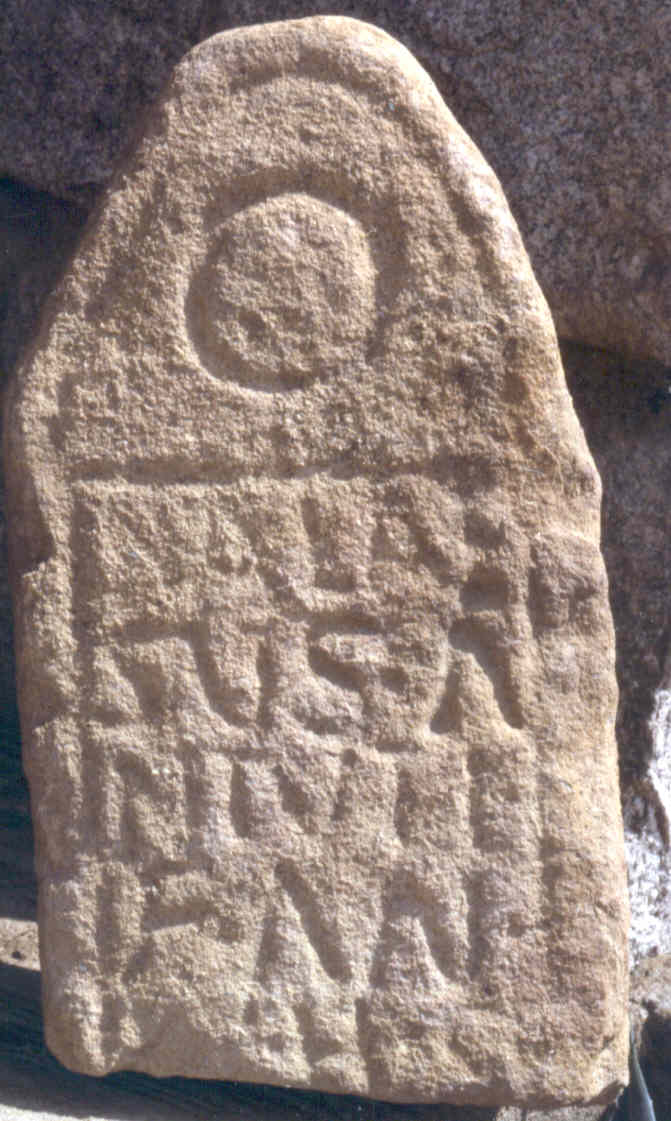
Stele mit lateinischen Schriftzeichen in Hinojosa de Duero
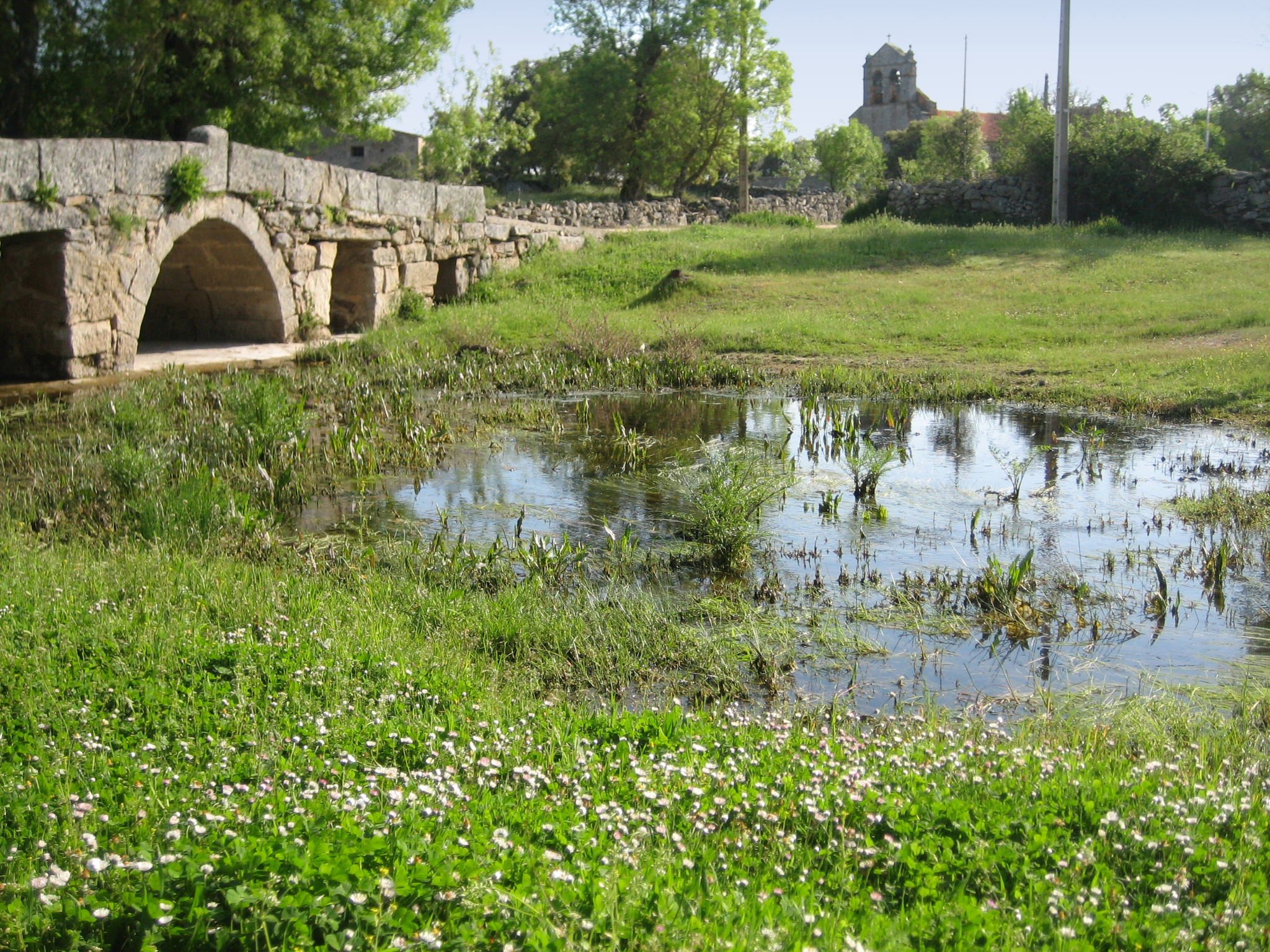
‚Römerbrücke‘ bei Tudera
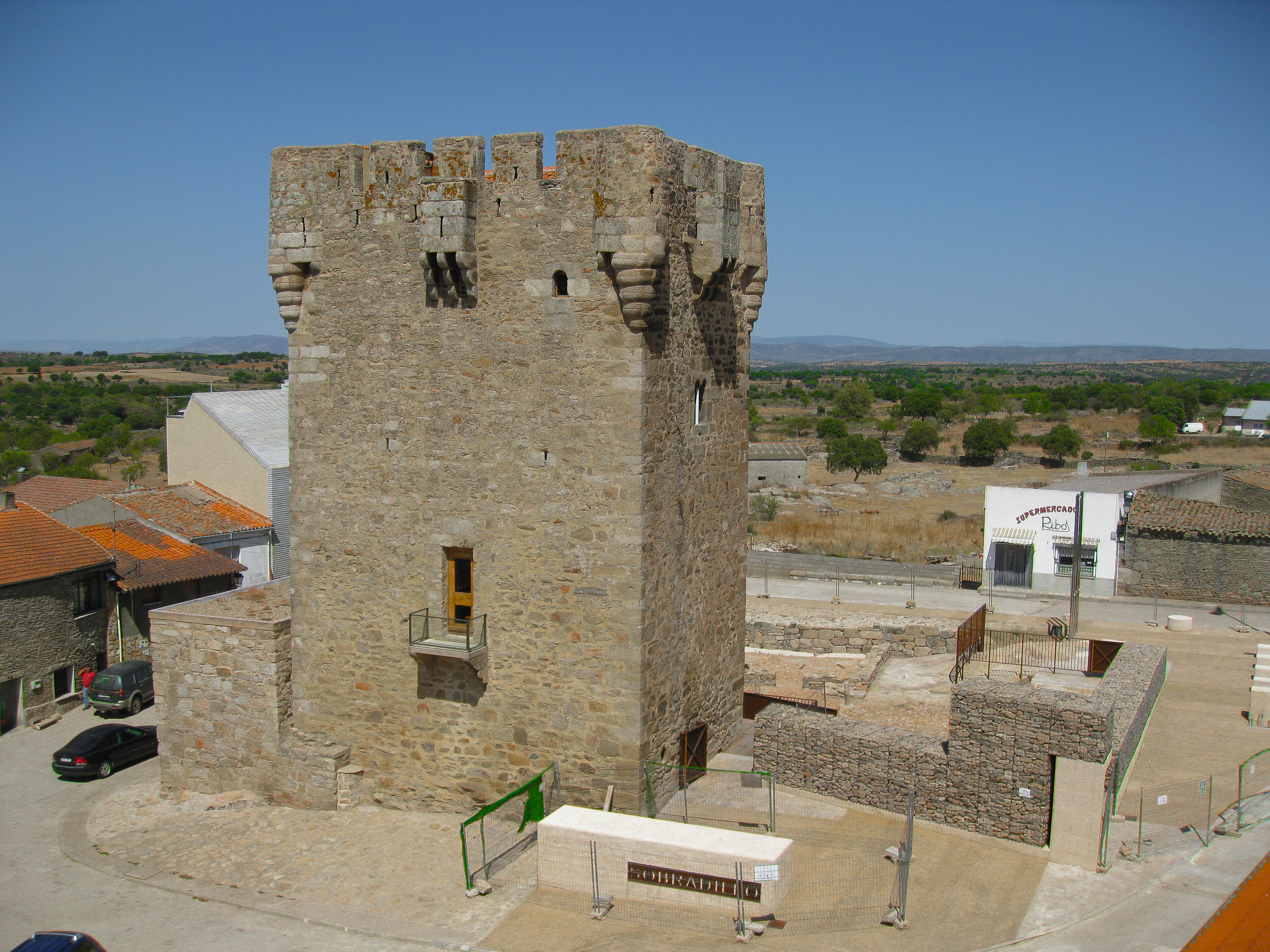
Wehrturm von Sobradillo
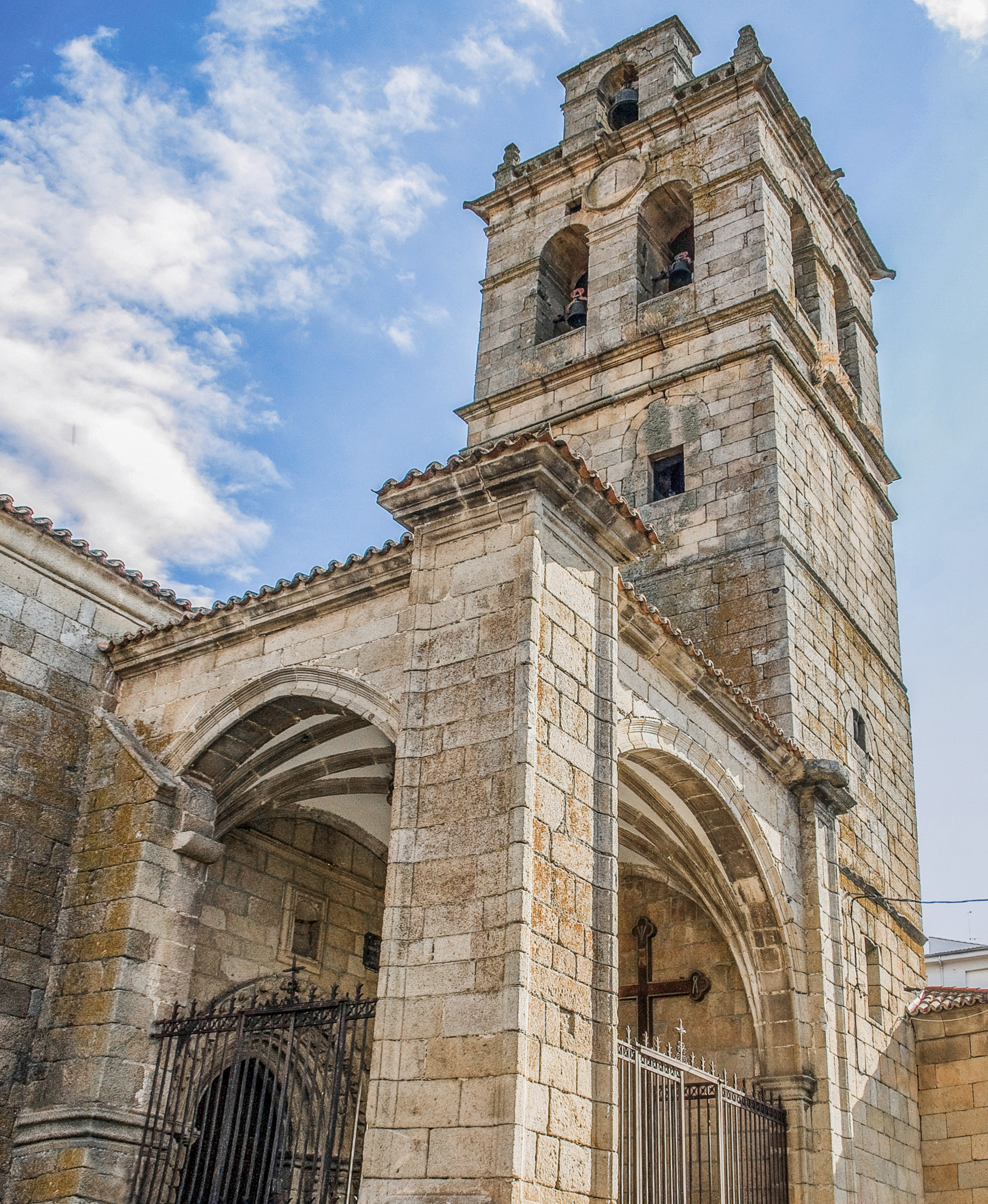
Kirche von Fermoselle
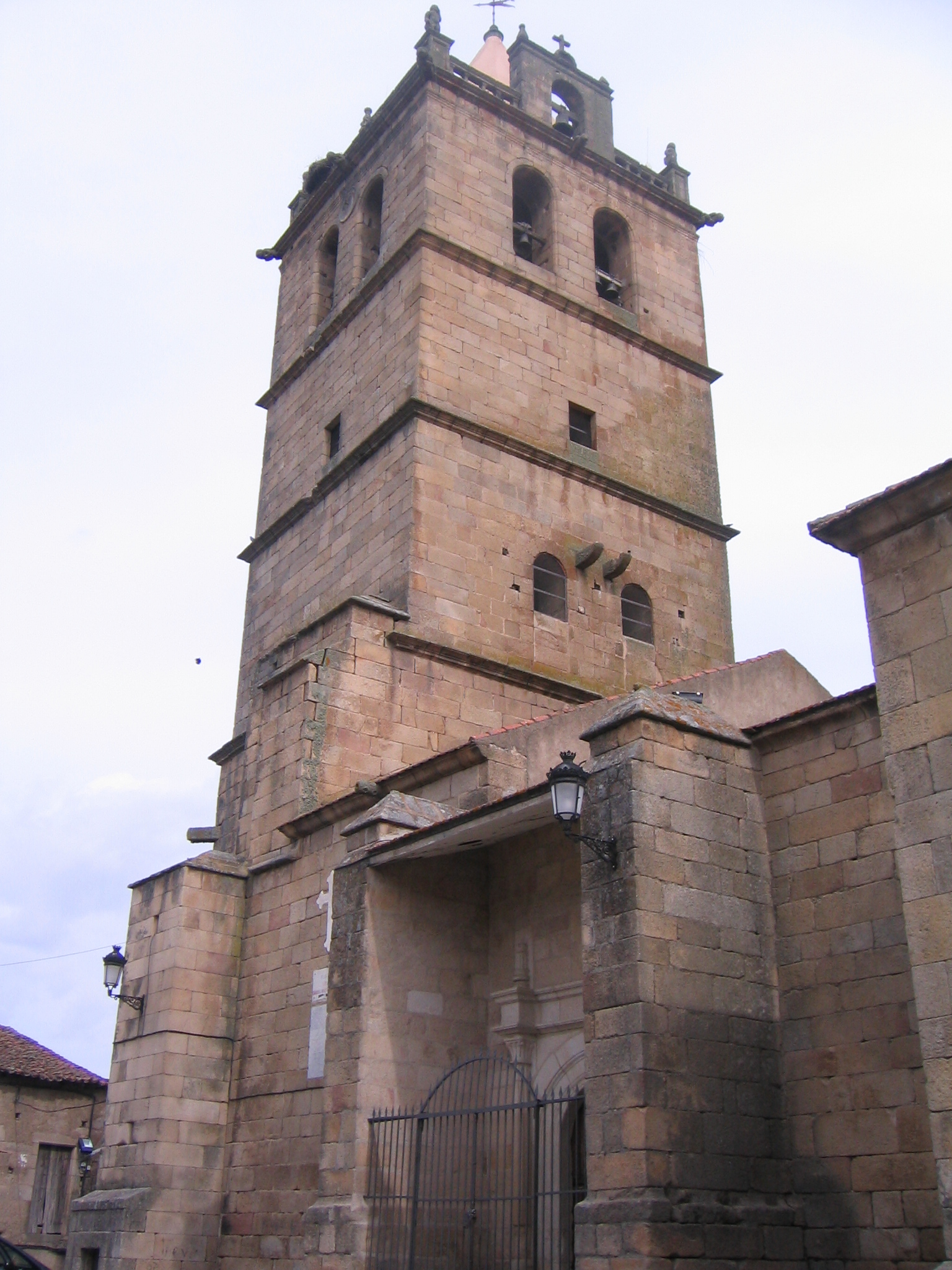
Kirche von Aldeadávila de la Ribera
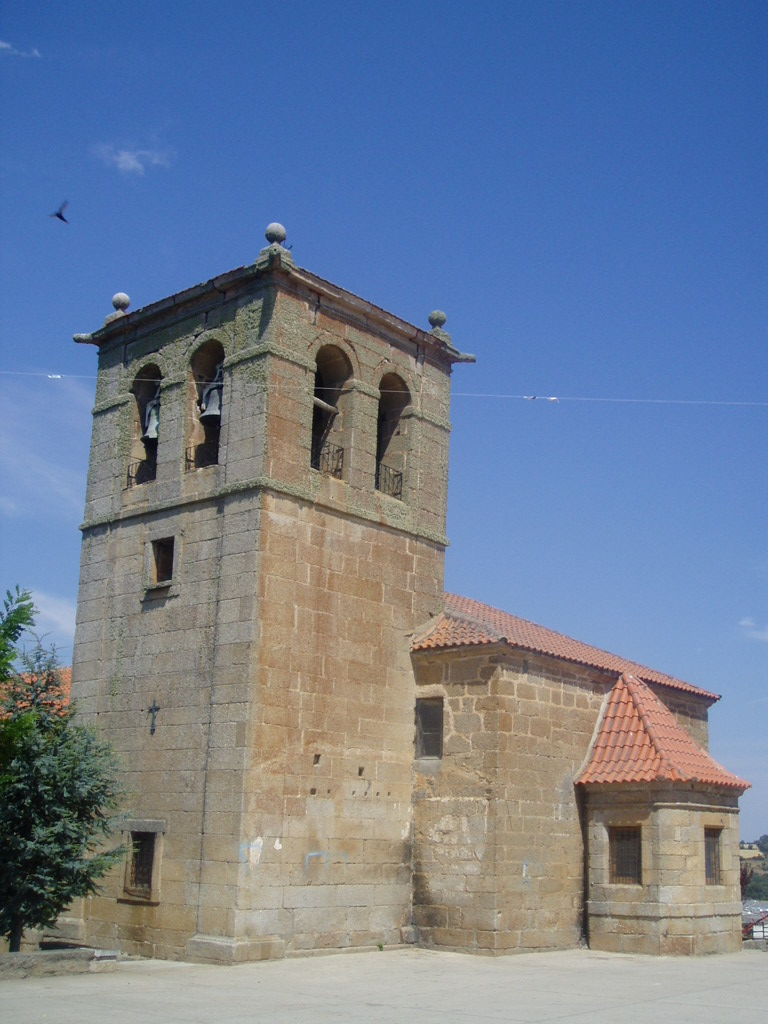
Kirche von Villadepera
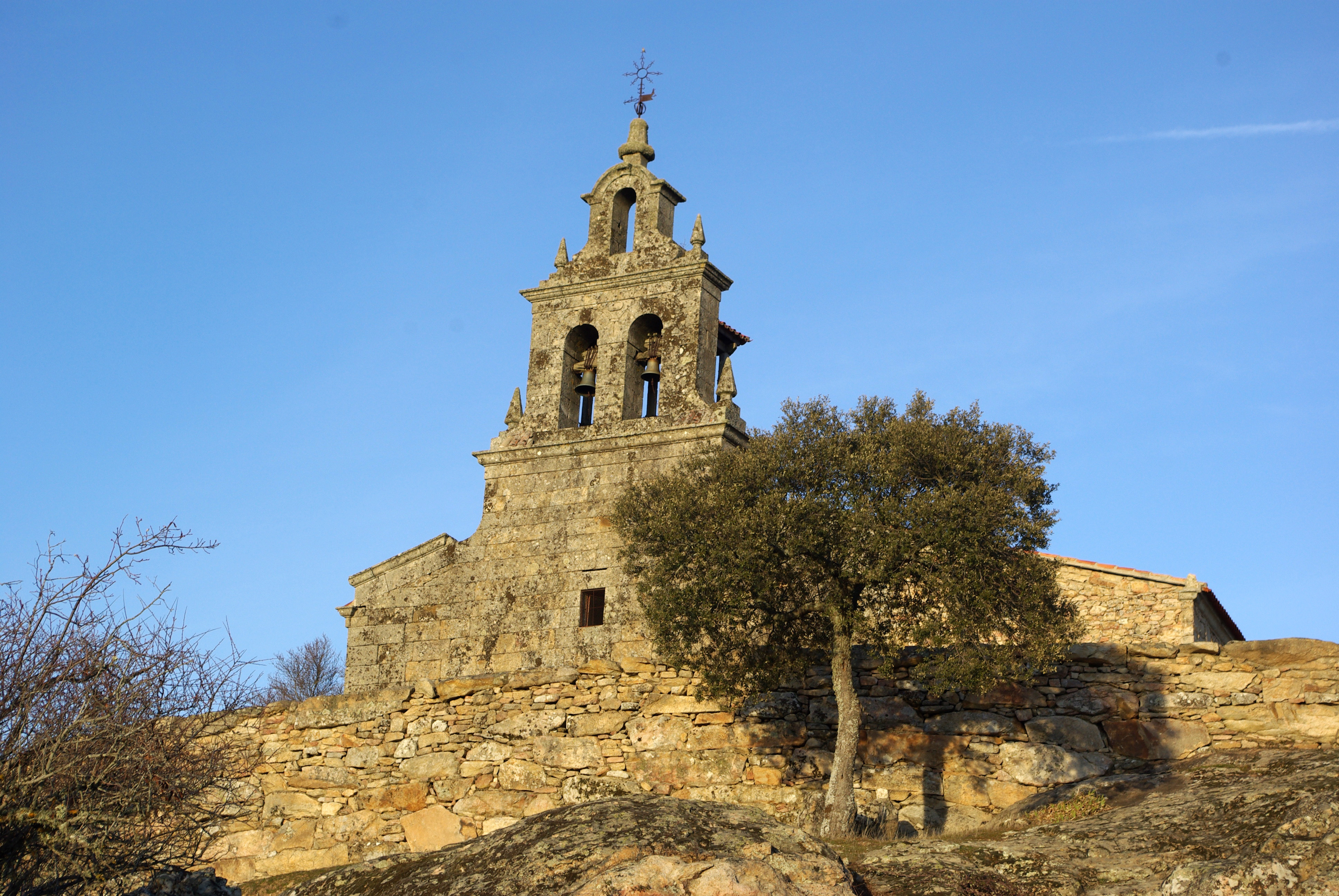
Barocker Glockengiebel der Kirche von Fariza

## Ökosystem
Der nur dünn besiedelte Naturpark mit seinen diversen Landschaftsformen bietet vielfältige Rückzugs- und Brutgebiete seltener Tier- und Vogelarten. Das Gebiet ist bereits seit dem Jahr 1990 als Europäisches Vogelschutzgebiet ausgewiesen.

### Fauna
Vögel
Zu den Brutvögeln gehören der Weißstorch und sein selten gewordener – in Wäldern brütender – Verwandter, der Schwarzstorch sowie verschiedene Vogelarten wie Gänse- und Schmutzgeier, Stein- und Habichtsadler, Rotmilan, Wanderfalke und Uhu. Daneben finden sich verschiedene Krähenvogelarten, Felsen- und Rötelschwalben, Blaumerlen, Alpensegler etc.

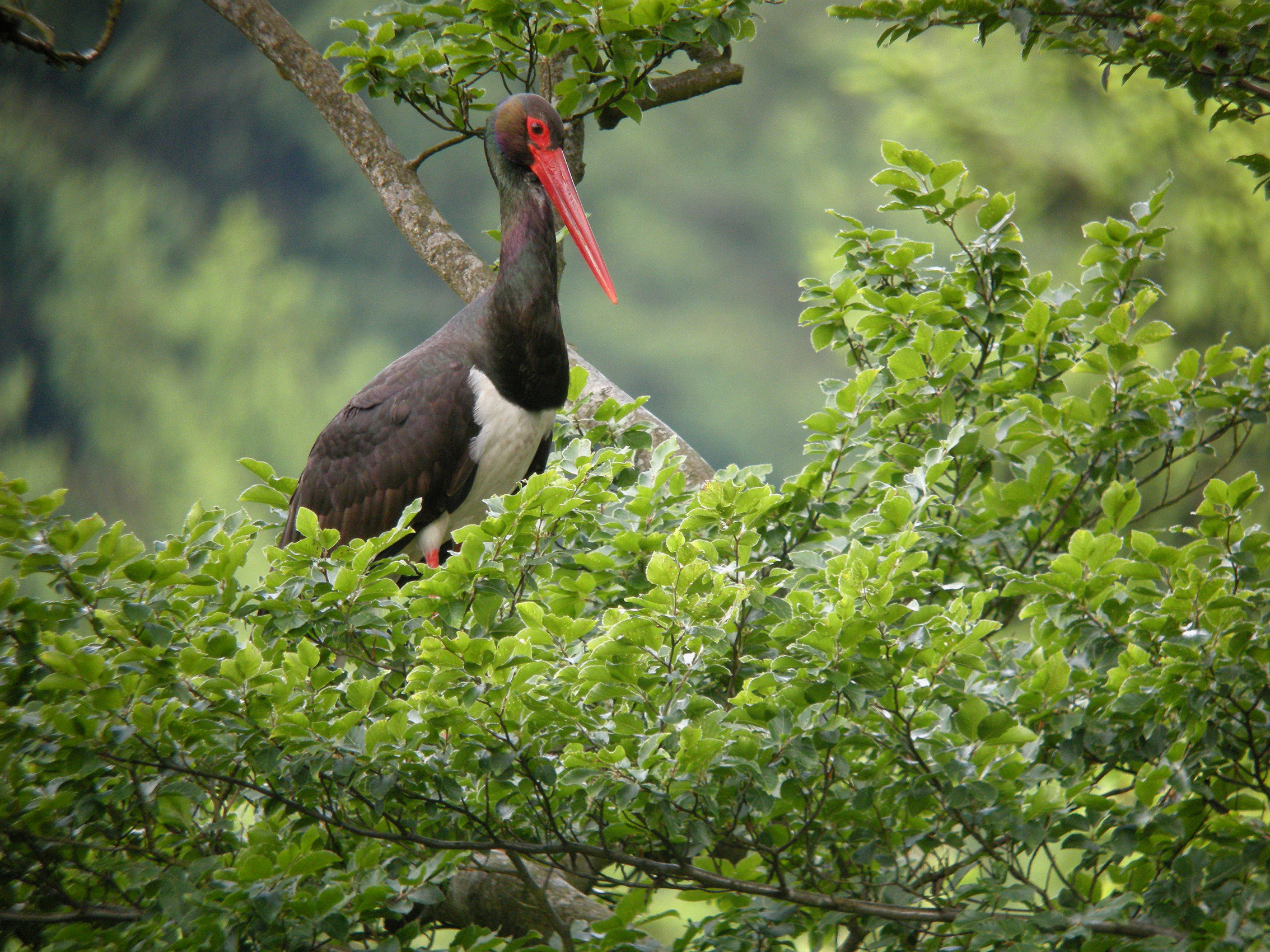
Schwarzstorch
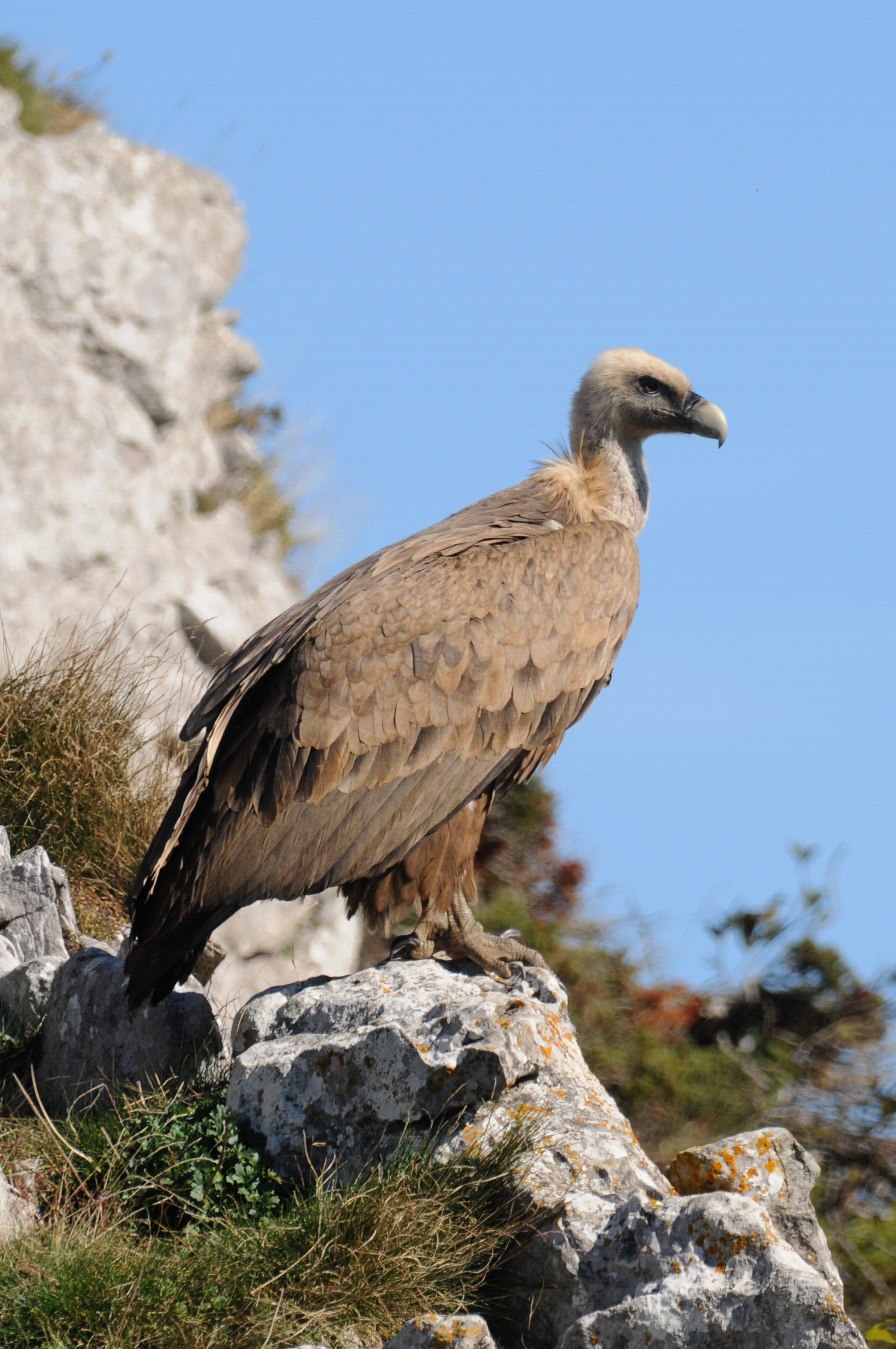
Gänsegeier
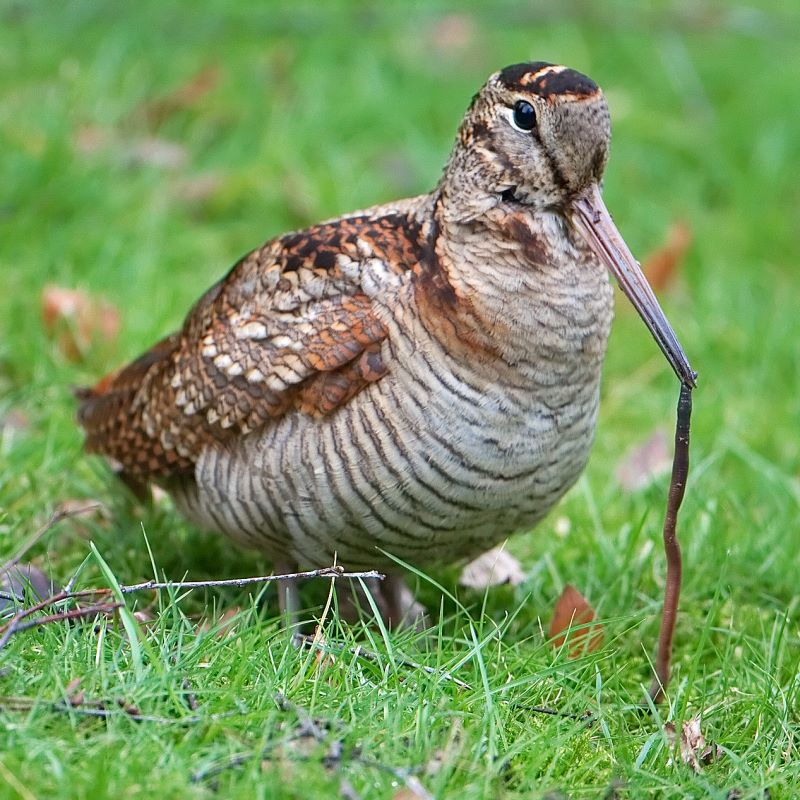
Waldschnepfe
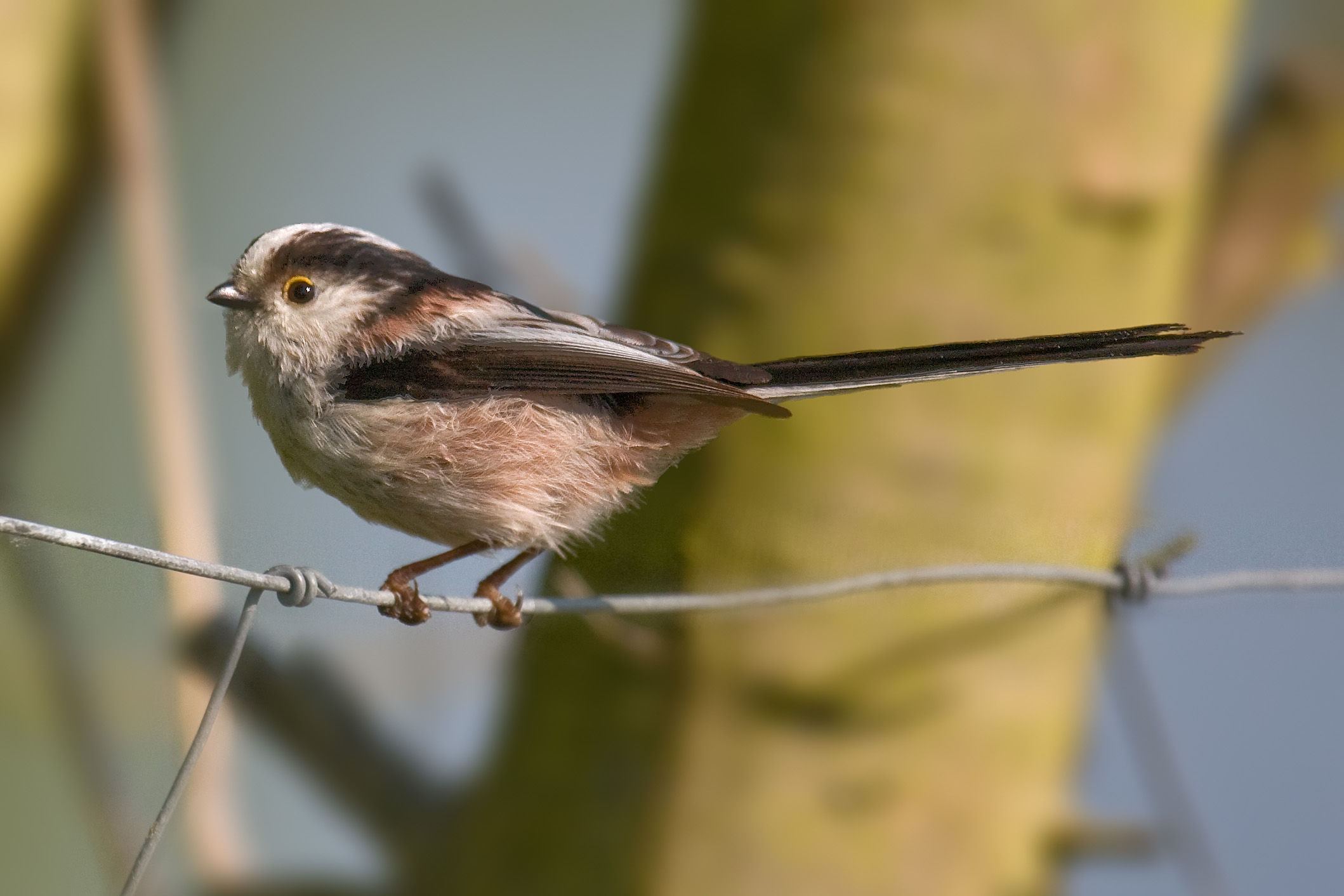
Schwanzmeise

Säugetiere
Unter den Säugetieren sind 14 Fledermausarten hervorzuheben, daneben auch die vom Aussterben bedrohten Wild- und Ginsterkatzen. Nahe den Flüssen und Stauseen leben selten gewordene Fischotter. Auch Wildschweine, der Europäische Dachs sowie verschiedene Marder- und Siebenschläferarten, Hasen etc. finden halbwegs intakte Lebensräume.

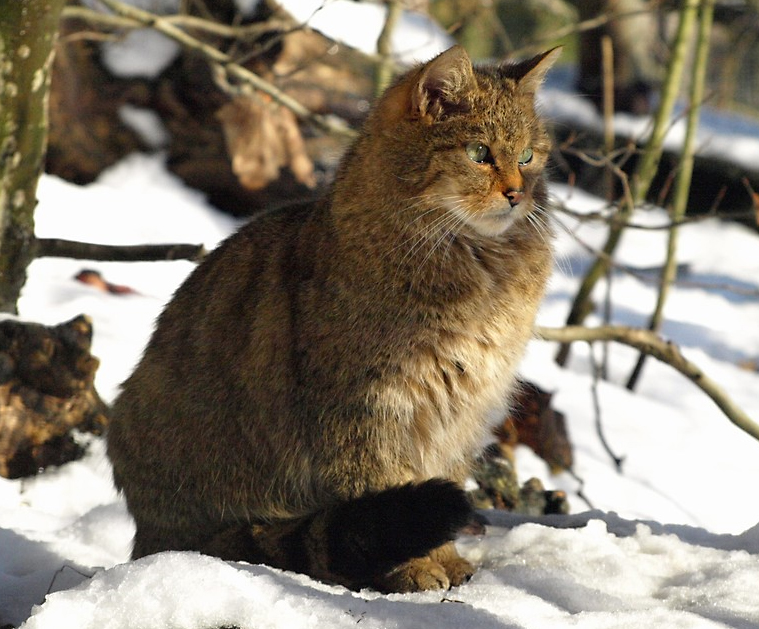
Wildkatze
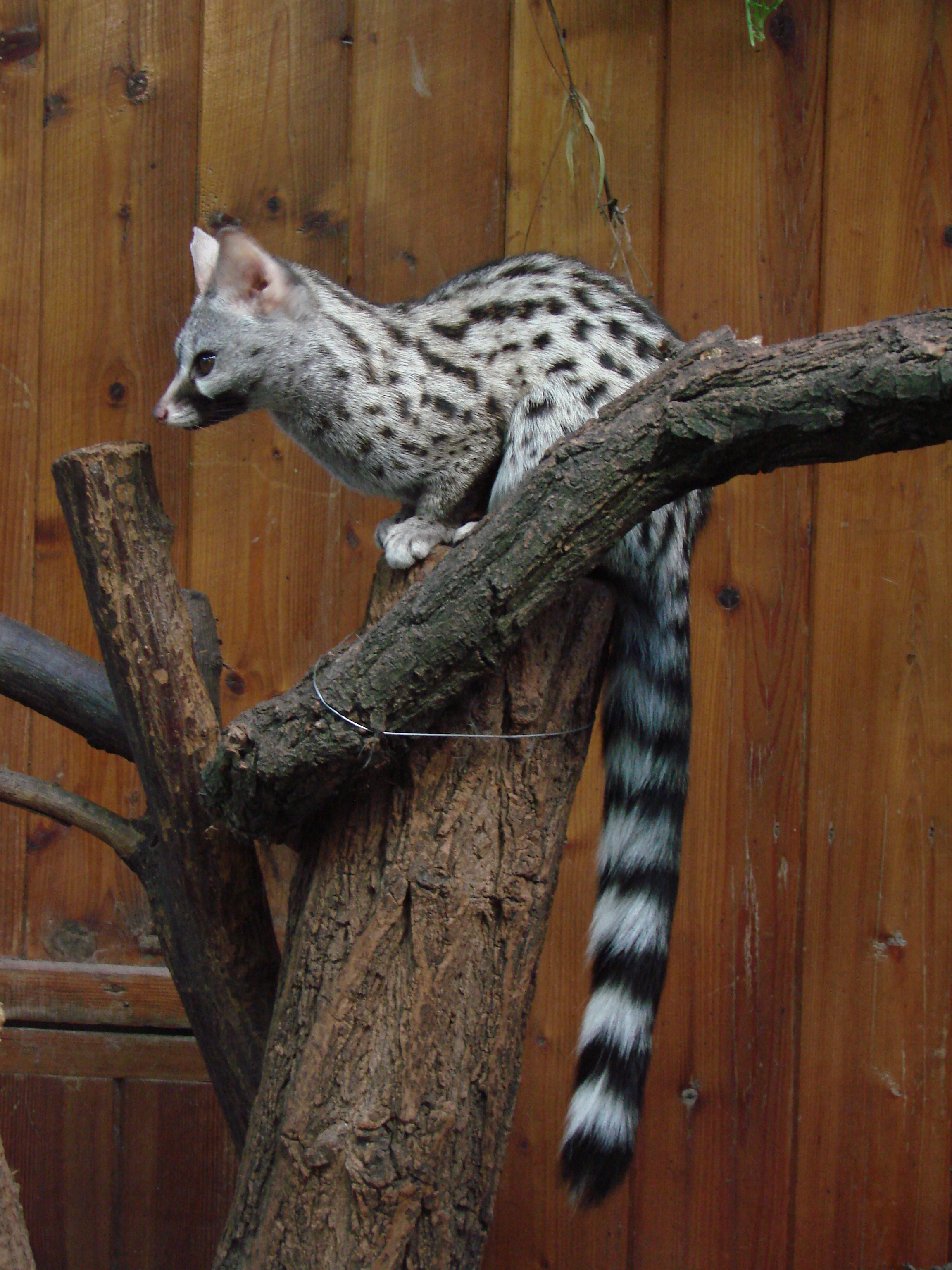
Ginsterkatze
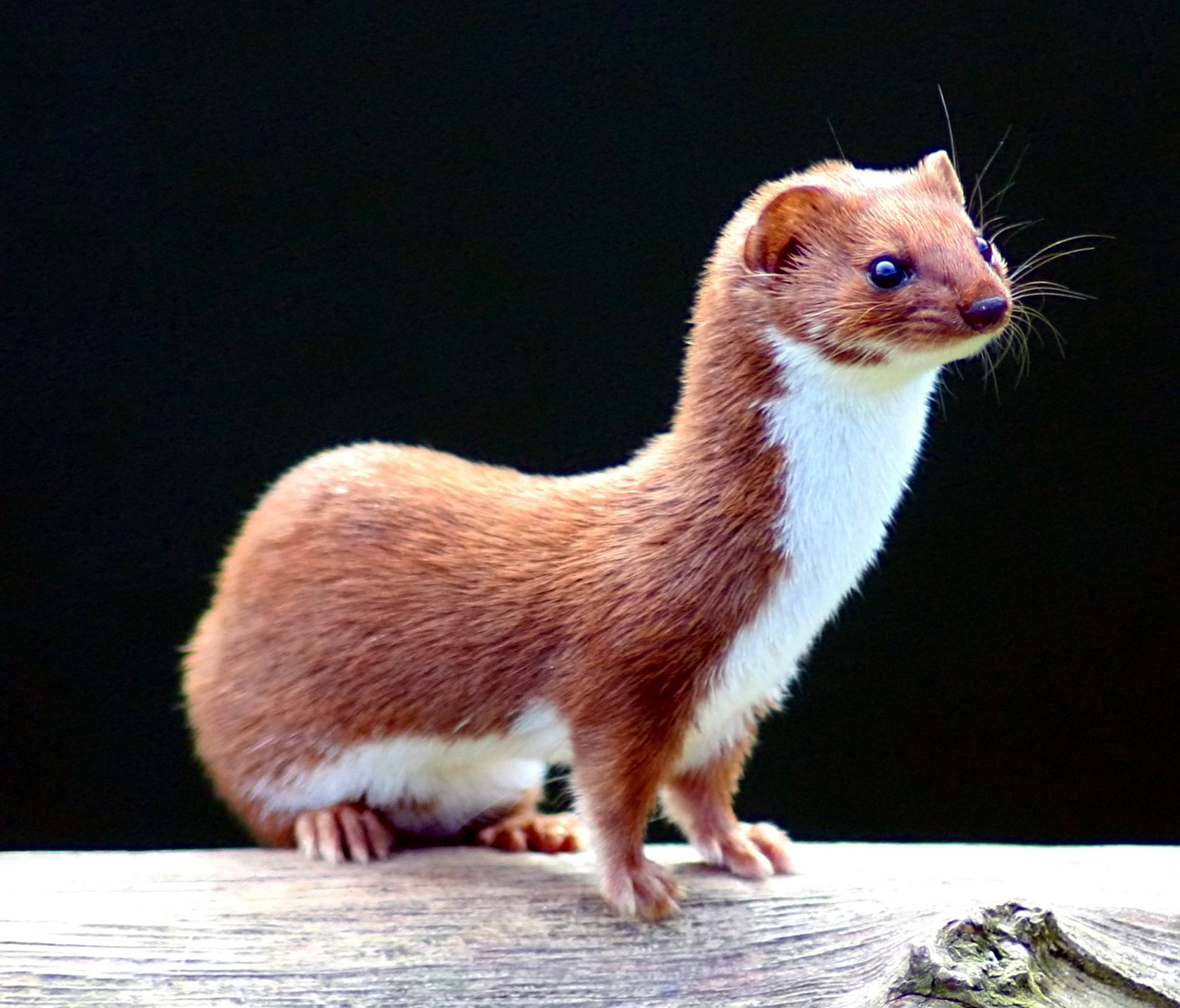
Mauswiesel
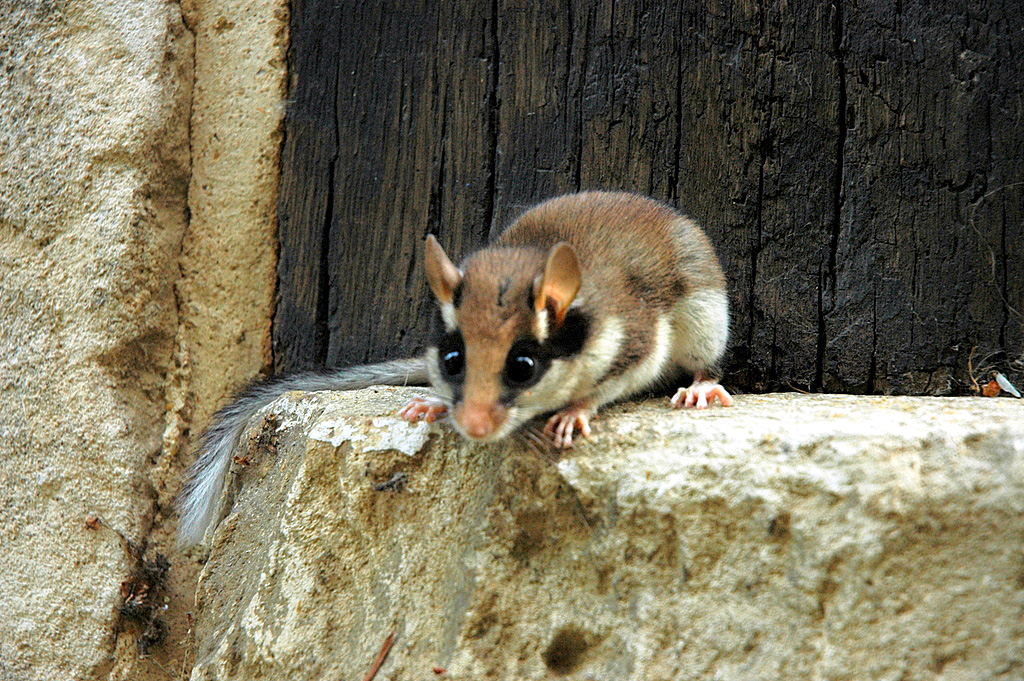
Gartenschläfer

Fische und Reptilien
Die vielen verschiedenen Fischarten sind zumeist auf menschliches Einwirken (Schaffung von Stauseen) zurückzuführen. Andere einheimische Fisch- oder Wanderfischarten wie der Europäische Stör, Lachse und Aale sind dagegen beinahe ausgestorben. Unter den wasserliebenden Amphibien finden sich Kröten, Frösche und Molche; in den steinreichen Felsen leben Eidechsen, Schlangen und Landschildkröten.

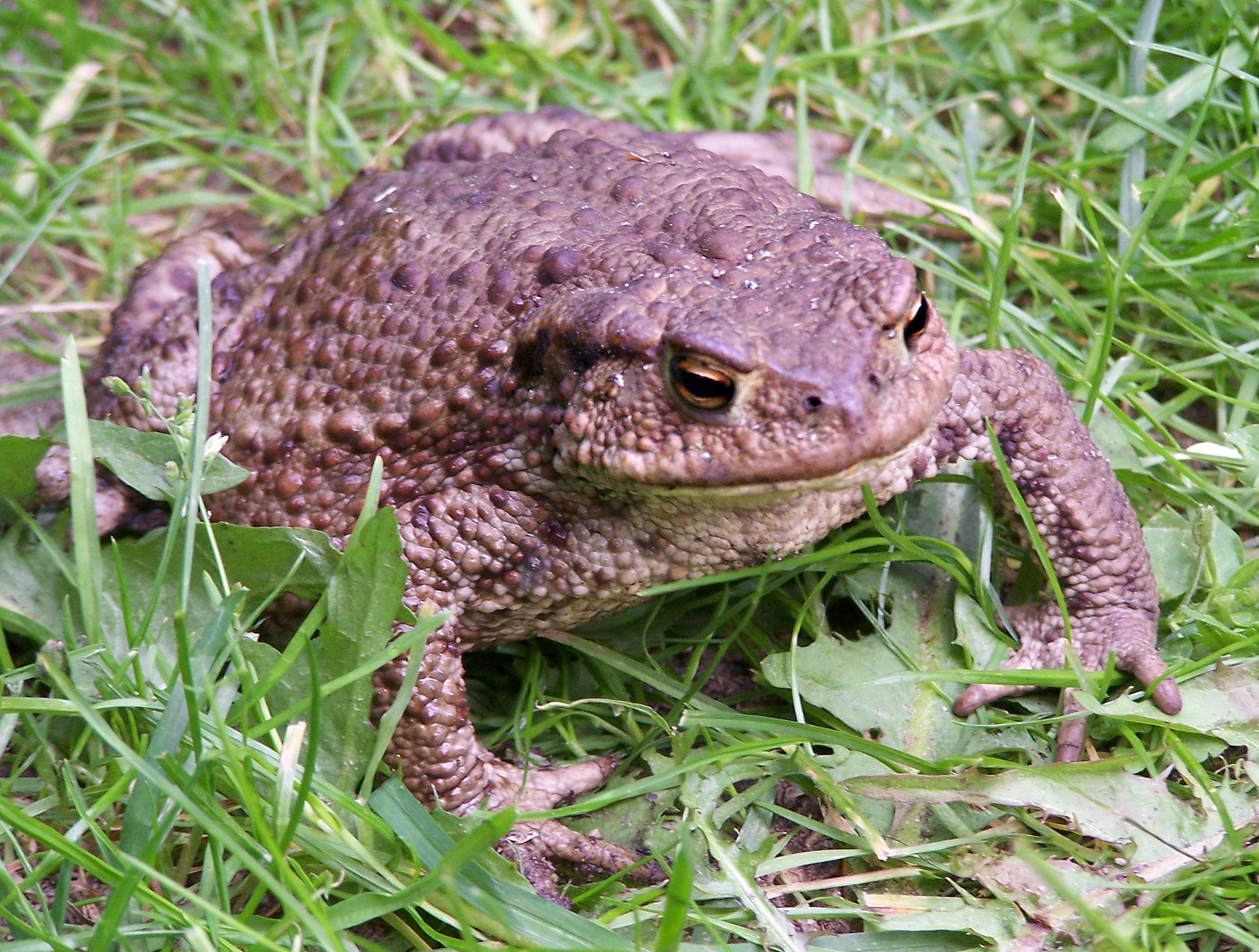
Erdkröte
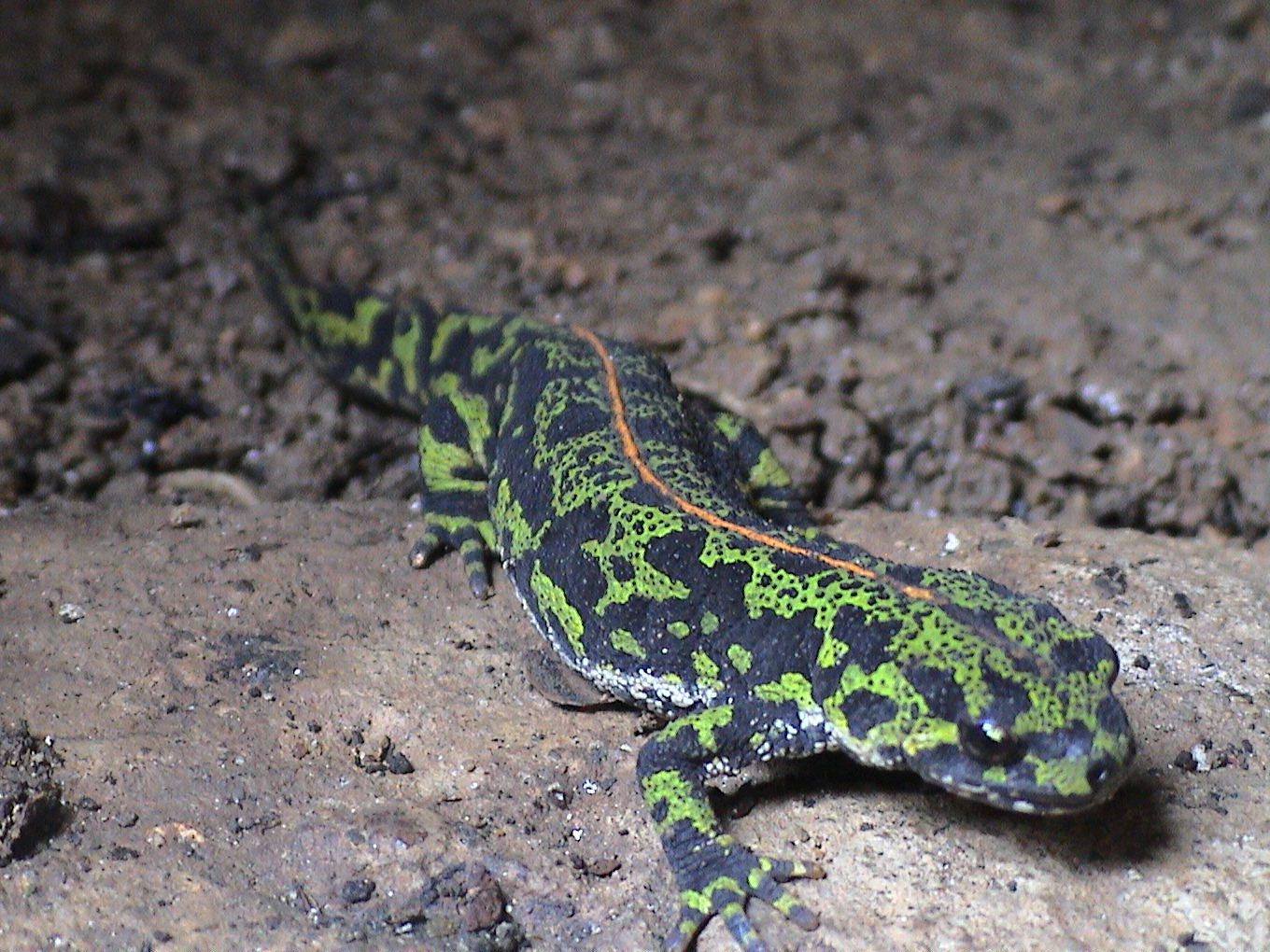
Marmormolch
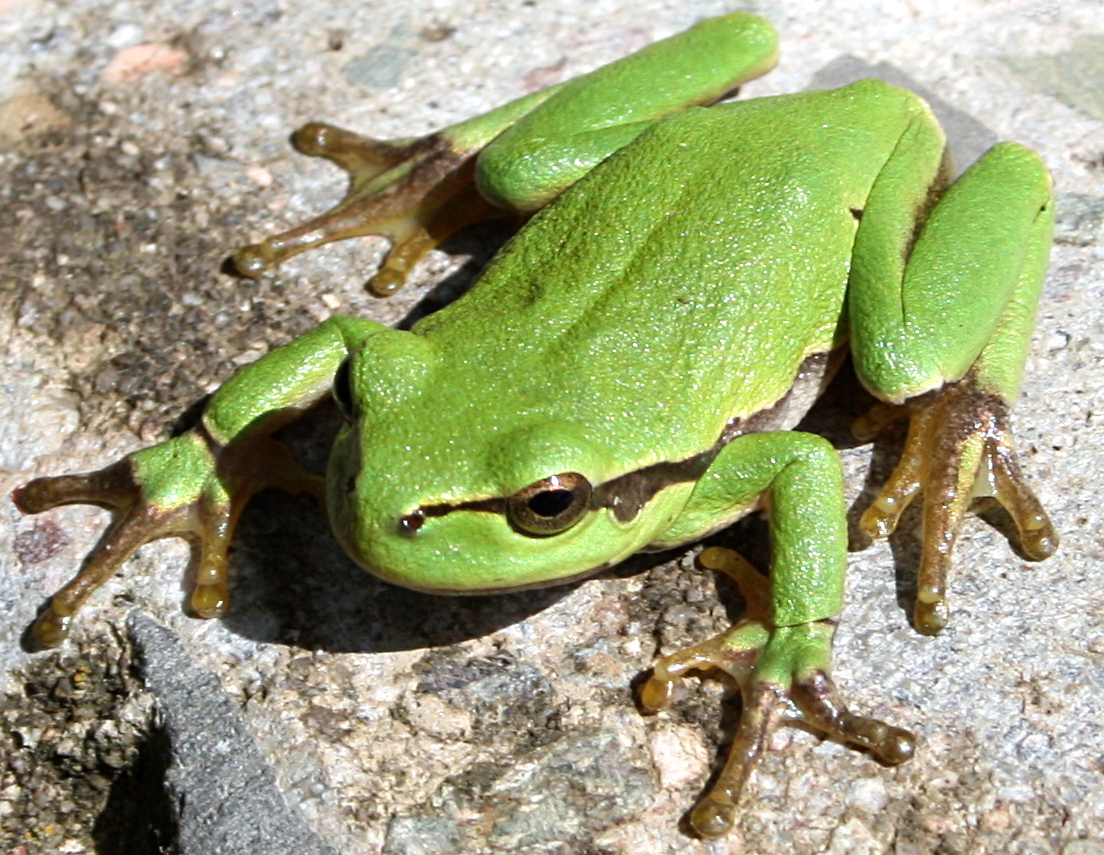
Europäischer Laubfrosch
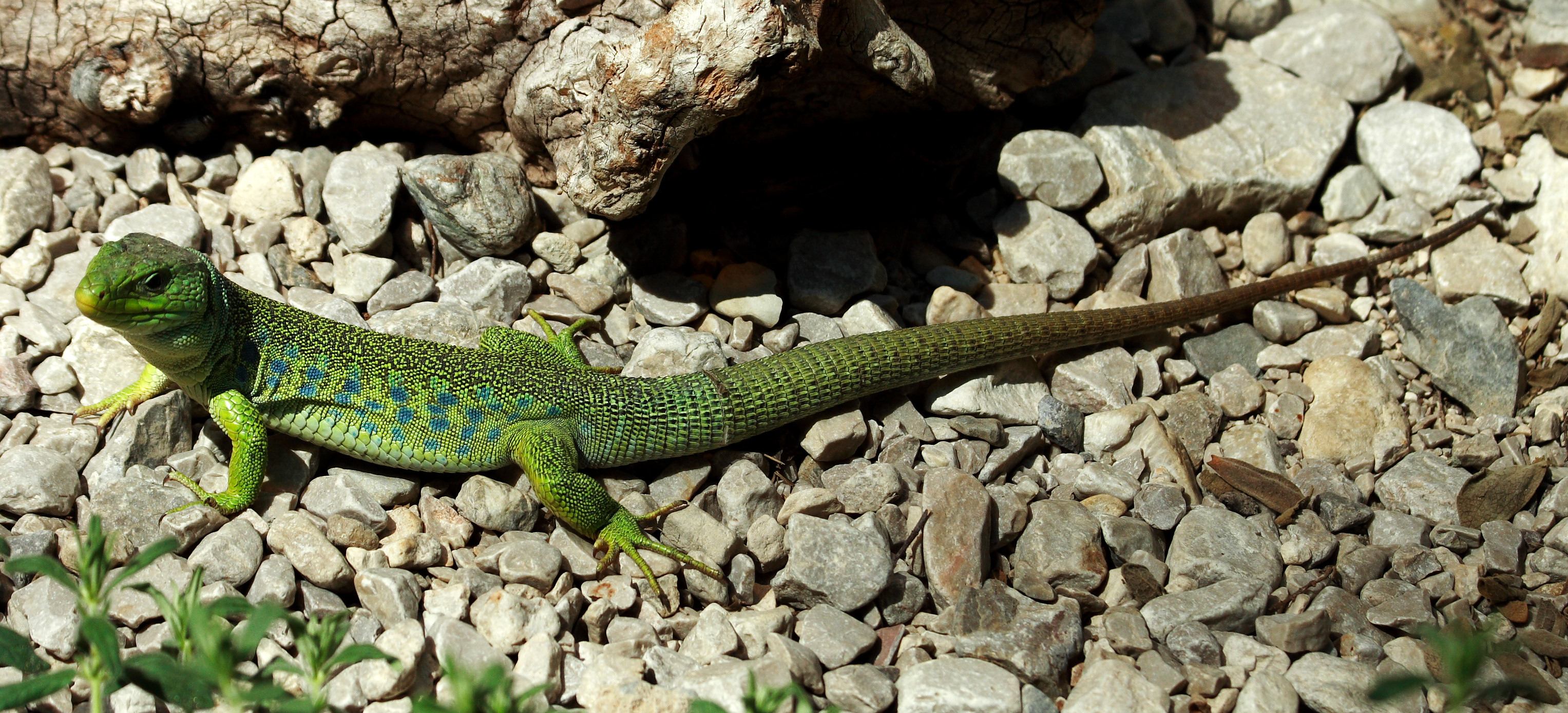
Perleidechse

### Flora
Zu den einheimischen Wildbäumen gehören Stech-Wacholder und Korkeiche, die zumeist in den geschlossenen Waldgebieten entlang der tief eingeschnittenen Flüsse gedeihen. Die flacheren Gebiete im Süden des Naturparks sind hingegen von Wein-, Oliven- und Obstbaumkulturen bedeckt.

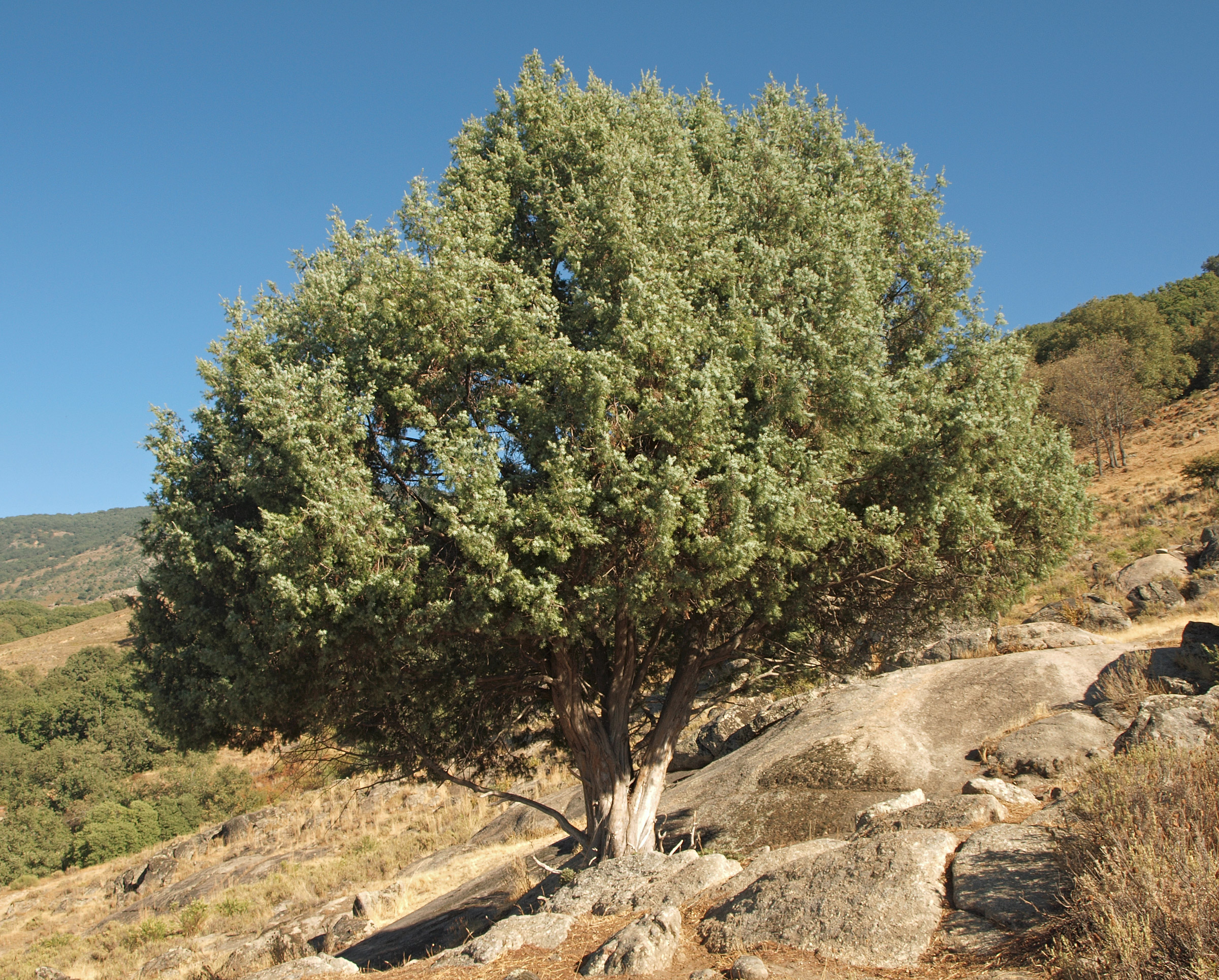
Stech-Wacholder
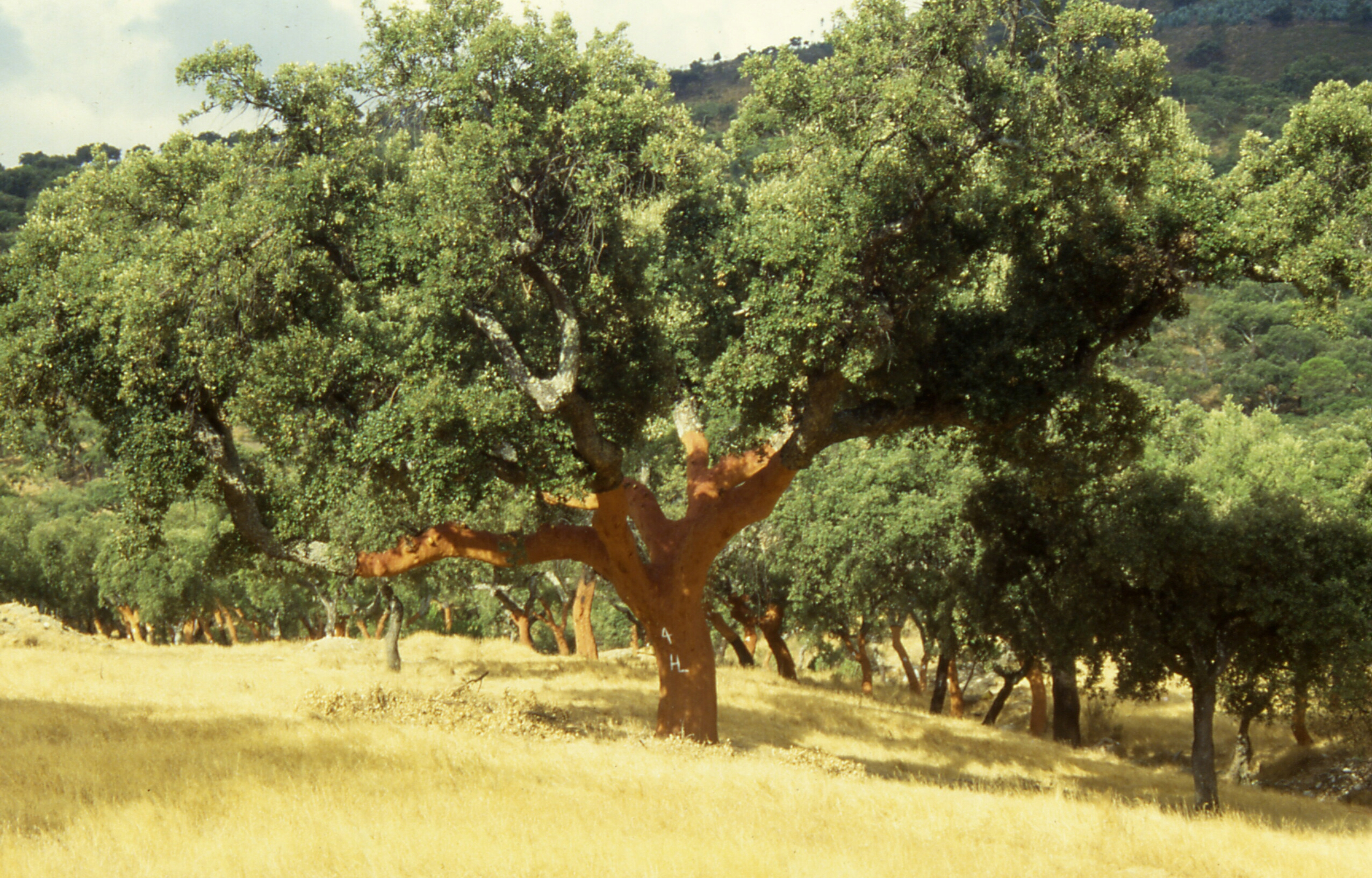
Korkeiche
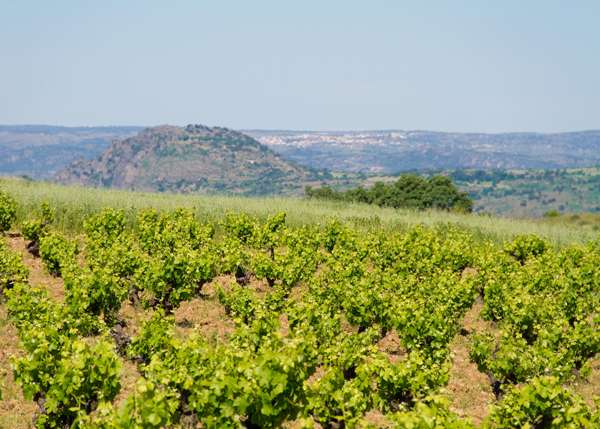
Rebenfeld bei Aldeadávila de la Ribera
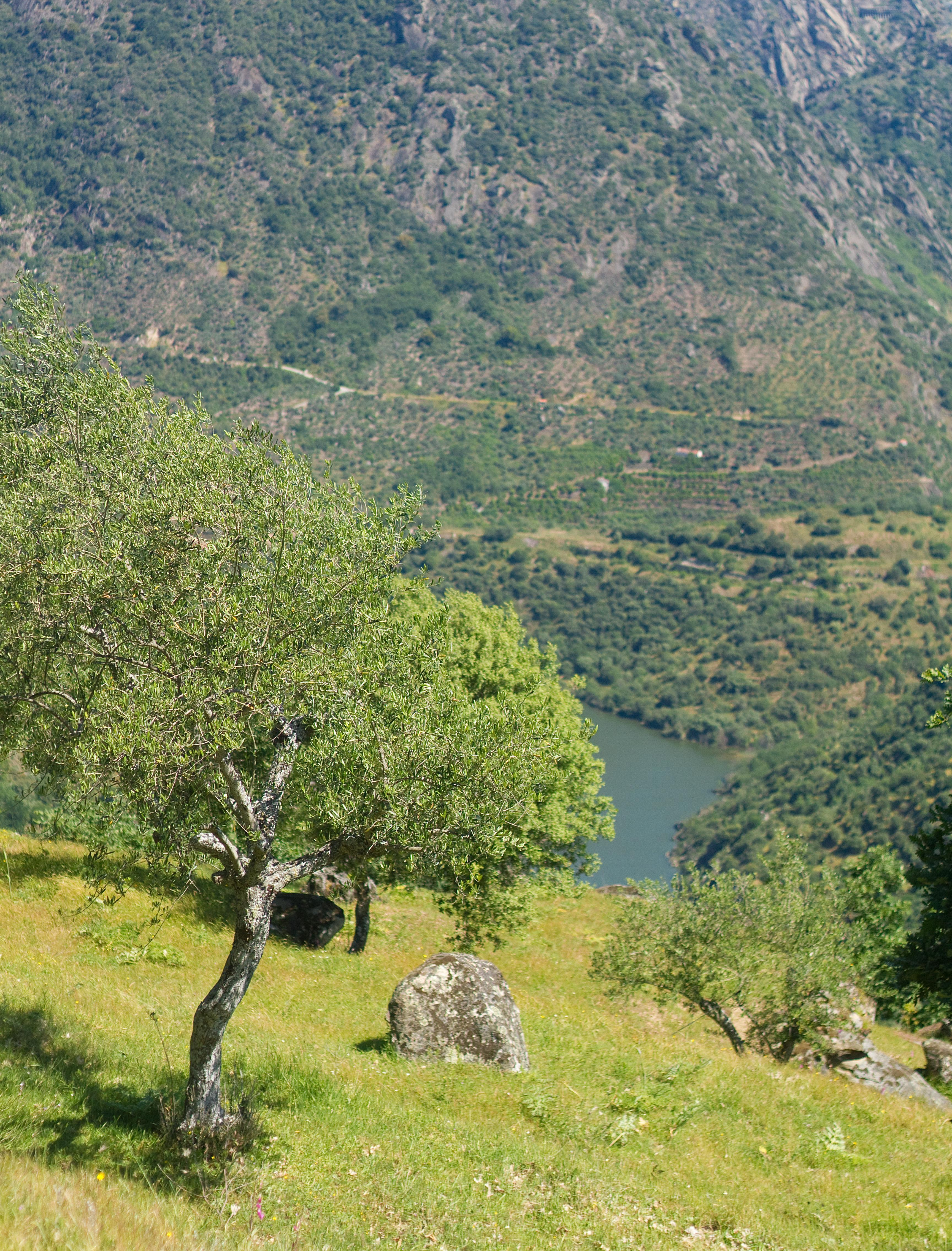
Olivenbäume bei Mieza